# 成都地铁
成都地铁是服务于中华人民共和国四川省成都市和资阳市的地铁系统。成都地铁第一条线路成都地铁1号线于2010年9月投入运营，为中国中西部地区首条开通营运的全地下地铁线路。成都地铁由成都市规划局和成都轨道交通集团负责规划，成都轨道交通集团负责建设管理和运营。
截至2024年12月，成都地铁系统共开通14条地铁线路（1至10号线、17至19号线、27号线）和1条市域铁路（S3线），启用383座车站，线路总里程631.01公里。全年客流22.09亿乘次（2024年），最高单日客运量826.80万乘次（2024年12月31日）。截至2021年9月，成都地铁已连续安全运营超过4000天，提供了成都公共交通50%以上的分担率；截至2022年1月，累计运送乘客超过80亿乘次，成为成都市民市内交通的主要出行方式之一。
截至2024年，成都地铁在建线路为第四期建设规划以及成都市域铁路S5线和成都市域铁路S11线共7个项目，建设里程约235公里。预计到2027年底，以上线路建设完成后，成都地铁线网运营里程将超过800千米，并新增对眉山和德阳等区域的覆盖。
成都地铁还计划在未来继续拓展现有网络，远期（2035年）达到36条线路，1666公里规模；远景（2050年）达到55条线路，2382公里规模。

## 历史

成都地铁建设过程（截至2018年）

### 规划启动（1985—2005年）
- 1985年，成都市规划局组建了综合交通规划办公室，并委托西南交通大学交通运输管理学院高世廉教授为课题组第一负责人，开始构思地铁[12]。
- 1987年3月，成立了以成都规划部门为主，公安、公交、城建及西南交通大学、成都科技大学等参加的成都市交通规划部门，开展城市轻轨交通、地铁交通城市规划方案的研究[13]。
- 1992年
  - 高世廉教授负责完成了《成都市综合交通规划》，其地铁规划方案为三条线路：
1号线：从火车北站引出，经过梁家巷、北门大桥、新华路、体育场东门、盐市口、红照壁、小天竺、人民南路，最后到达火车南站，全长11.4公里；
2号线：从火车北站引出，向东抵达五桂桥；
3号线：从峨影厂引出，向东南抵达九眼桥；
另一份成都市地铁规划方案则为十字加一环[12]。
  - 12月，成都市向国家计划委员会上报了《成都市快速轨道交通第一期工程项目建议书》，这标志着成都正式开始了地铁申报工作[14]，但随后此建议书被国家计划委员会否定[12]。
- 1993年，成都市成立了由市长任组长的成都市地铁建设领导小组，负责地铁项目的重大决策和组织协调工作，并对 《成都市城市轨道交通线网规划》进行调整和优化[15]。
- 1994年12月，中咨公司评审通过了项目的预可行性研究报告。
- 1996年，成都市对《成都市城市轨道交通线网规划》再次进行调整和优化[15]。
- 1997年，成都市启动城市总体规划的修编[12]。
- 1999年和2000年，成都市先后两次对《成都市城市轨道交通线网规划》进行调整和优化[15]，并在一期项目建议书上又编制了补充报告[16]。
- 2000年4月，国家发展计划委员会审查通过《关于成都市地铁1号线项目建议书》及中咨公司评估报告，并上报国务院[15]。
- 2001年4月，成都市地铁建设工程办公室成立。
- 2002年10月，国务院专门召开办公会议，会上决定“（地铁）立项的事情先不议”，地铁立项进入了“冰封期”[17]。
- 2004年，中国宏观经济关于地铁项目建设政策有所松动，成都市再次启动《成都市快速轨道交通线网规划》的修编工作，就地铁项目建设规划和可行性研究报告又一次进行了上报。
  - 9月，成都地铁在得到国家发改委对地铁事宜的批复前，于天府广场改造工程中对地铁天府广场站做了先期设计和施工[18]；
  - 10月21日，成都地铁有限责任公司成立。

### 第一期建设（2005—2016年）
- 2005年
  - 8月9日，国家发改委正式批准了成都市城市快速轨道交通建设规划[19]，又称成都地铁第一期建设规划；
  - 9月11日，《成都地铁1号线一期工程可行性研究报告》通过国家发改委委托的专家组评审[20]；
  - 10月，国务院批准了《成都市城市快速轨道交通建设规划》；
  - 11月11日，国家发改委下达了《关于成都地铁1号线一期工程可行性研究报告的批复》，正式批复同意建设成都地铁1号线一期工程[21]；
  - 12月28日，成都地铁1号线一期工程正式动工建设。
- 2007年
  - 11月19日，国家发改委下达了《关于成都地铁2号线一期工程可行性研究报告的批复》，正式批复同意建设成都地铁2号线一期工程[22]；
  - 12月29日，成都地铁2号线一期工程开工建设[23]。
- 2009年
  - 5月，国家发展改革委批准成都市城市快速轨道交通建设规划（2005—2015）调整方案[24]，又称成都地铁第一期建设规划调整方案。
- 2010年
  - 9月10日，成都地铁1号线对公众开放试乘体验；
  - 9月16日，由铁道部和成都市合资建立的成都地铁有限责任公司揭牌，成都地铁2号线西延线开工建设；
  - 9月27日，成都地铁1号线一期工程开通运营[25]。
- 2011年
  - 7月22日，成都地铁4号线获国家发改委批复[26]；
  - 12月23日，成都地铁2号线东延线开工建设。
- 2012年
  - 2月23日，成都地铁4号线一期工程开工建设；
  - 3月16日，成都地铁有限责任公司在成都日报上刊登清算公告；
  - 4月25日，成都地铁3号线一期工程获国家发改委批复[27]；
  - 4月28日，成都地铁3号线一期工程开工建设；
  - 6月6日，成都地铁1号线南延线开始前期准备施工[28]；
  - 8月16日，国家发改委正式批准了成都地铁1号线南延线[29]；
  - 9月1日，成都地铁2号线一期工程观光试运营；
  - 9月16日，成都地铁2号线一期工程开通试运营；
  - 11月9日，《成都市城市快速轨道交通建设规划（2012—2017）》通过住建部专家审查[30]。

### 第二期建设（2013—2020年）
- 2013年
  - 2月16日，国家发展改革委批准了成都市城市轨道交通近期建设规划（2013～2020年）[31]，又称成都地铁第二期建设规划；
  - 6月8日，地铁2号线西延线和1号线海洋公园站（后更名为锦城广场站）开通试运营[32]；
  - 9月16日，四川省发改委下达了《关于成都市地铁7号线工程可行性研究报告的批复》，正式批复同意建设成都市地铁7号线工程[33]。
- 2014年
  - 3月25日，成都地铁1号线三期工程获四川省发改委批复[34]；
  - 3月31日，四川省发改委下达《关于成都市地铁4号线二期工程可行性研究报告的批复》，正式批准建设成都地铁4号线二期工程[35]；
  - 5月12日，四川省发改委下达《关于成都市地铁10号线工程可行性研究报告的批复》，正式批准建设成都地铁10号线一期工程；
  - 10月21日，四川省发改委下达了《关于成都市地铁1号线三期首期工程可行性研究报告的批复》，正式批复同意建设成都市地铁1号线三期首期工程[36]；
  - 10月26日，地铁2号线东延线开通试运营。
- 2015年
  - 5月6日，国家发展改革委批复了成都市城市轨道交通近期建设规划（2013～2020年）调整方案[37]，又称成都地铁第二期建设规划调整方案；
  - 6月10日，四川省发改委下达了《关于成都市地铁3号线二、三期工程（含磨子桥、李家沱站）可行性研究报告的批复》，正式批复同意建设成都市地铁3号线二、三期工程[38]；
  - 7月6日，四川省发改委下达了《关于成都市地铁5号线一、二期工程可行性研究报告的批复》，正式批复同意建设成都市地铁5号线一、二期工程[39]；
  - 7月25日，地铁1号线二期（世纪城—广都）开通运营；
  - 9月21日，国家发展改革委批复了成渝城市群城际铁路网规划（2015～2020年）[40]，是成都市域铁路S3线的规划依据[41]；
  - 12月26日，地铁4号线一期（非遗博览园—万年场）开通运营。

### 第三期建设（2016—2020年）
- 2016年
  - 7月11日，国家发展改革委批复了成都市城市轨道交通第三期建设规划（2016～2020年）[42]；
  - 7月31日，地铁3号线一期工程（军区总医院—太平园）开通运营，标志着成都地铁第一期建设规划及其调整方案（2005—2015）全面完成；
  - 8月9日，四川省发改委下达了《关于成都市轨道交通18号线一期工程可行性研究报告的批复》，正式批复同意建设成都市轨道交通18号线一期工程[43]；
  - 9月27日，四川省发改委下达了《关于成都市地铁6号线一、二期工程可行性研究报告的批复》，正式批复同意建设成都市地铁6号线一、二期工程[44]；
  - 12月29日，四川省发改委下达了《关于成都轨道交通8号线一期工程可行性研究报告的批复》、《关于成都轨道交通9号线一期工程可行性研究报告的批复》、《关于成都轨道交通10号线二期工程（含聚龙路站）可行性研究报告的批复》，正式批复同意建设成都轨道交通8号线一期工程、9号线一期工程、10号线二期工程（含聚龙路站）[45]。
- 2017年
  - 2月23日，四川省发改委下达了《关于成都市轨道交通11号线一期工程、17号线一期工程可行性研究报告的批复》，正式批复同意建设成都市轨道交通11号线一期工程（后更名6号线三期工程）、17号线一期工程[46]；
  - 2月27日，成都地铁有限责任公司更名为成都轨道交通集团有限公司[47]；
  - 6月2日，地铁4号线二期工程东延线（万年场—西河）、西延线（万盛—非遗博览园）开通运营[48]，同日起，成都地铁执行里程计价方法。
  - 6月27日，四川省发改委下达了《关于成都轨道交通18号线二期工程可行性研究报告的批复》，正式批复同意建设成都轨道交通18号线二期工程[49]。
  - 9月6日，地铁10号线一期工程（太平园—双流机场2航站楼）开通运营[50]。
  - 12月6日，地铁7号线工程（环线）开通运营[51]。
- 2018年
  - 3月18日，地铁1号线三期工程（韦家碾—升仙湖、四河—科学城、广都—五根松）开通运营[52]。
  - 12月26日，地铁3号线二期工程（太平园—双流西站）、三期工程（成都医学院—军区总医院）开通运营[53]。

### 第四期建设（2019—2024年）
- 2019年
  - 6月17日，国家发展改革委批复了成都市城市轨道交通第四期建设规划（2019—2024年）[54]；
  - 12月27日，地铁5号线一二期工程（华桂路—回龙），10号线二期工程（双流机场2航站楼—新平）开通运营[55]。
- 2020年
  - 3月2日，第四期建设规划首批5个项目（19号线二期工程、10号线三期工程、13号线一期工程、17号线二期工程、18号线三期工程）开工建设；[56]
  - 5月18日，第四期建设规划剩余3个项目（8号线二期工程、27号线一期工程、30号线一期工程）开工建设，至此第四期建设规划8个项目176.65公里全部实现开工建设；[57]
  - 7月28日，四川省发改委下达了《关于轨道交通资阳线工程可行性研究报告的批复》，正式批复同意建设成都市域铁路S3线；[41]
  - 9月27日，成都地铁18号线一二期工程首开段（火车南站—三岔）于成都地铁开通运营十周年之际正式开通初期运营；[58]
  - 11月27日，成都市域铁路S3线开工建设；[10]
  - 12月18日，成都地铁6号线一二三期工程（望丛祠—兰家沟）、8号线一期工程（十里店—莲花）、9号线一期工程（金融城东—黄田坝）、17号线一期工程（金星—机投桥）、18号线二期工程非首开段（三岔—天府机场北）同步开通初期运营，成都轨道交通线网里程正式突破500公里[59]，达到557.8公里[60]（含39.3公里的有轨电车，地铁里程为518.5公里[3]），标志着成都地铁近期（第二期）建设规划及其调整方案（2013—2020）[註 10]和第三期建设规划（2016—2020）完成。
- 2021年
  - 6月27日，地铁18号线天府机场1号2号航站楼站随成都天府国际机场投运一并开通运营；
  - 12月10日，国家发展改革委批复了《成渝地区双城经济圈多层次轨道交通规划》，是成都市域铁路S5线、S11线和S13线的规划依据。[61]
- 2022年
  - 9月26日，成都市域铁路S5线开工建设。[62]
- 2023年
  - 3月30日，成都市域铁路S11线开工建设[63]；
  - 8月13日，地铁18号线福田站开通运营[64]。
  - 9月22日，地铁19号线一期自17号线拆分运行[65]。
  - 11月28日，地铁19号线二期开通运营[6]。
- 2024年
  - 9月29日，成都市域铁路S3线全线开通。
  - 12月19日，地铁8号线二期（桂龙路—十里店、莲花—龙港）、27号线一期（石佛—蜀鑫路）开通运营。

## 线路
截至2024年12月，成都地铁已开通运营的线路共15条，包含：1号线，2号线，3号线、4号线、5号线、6号线、7号线、8号线、9号线、10号线、17号线、18号线、19号线、27号线和成都市域铁路S3线，线路总里程631.01公里，共启用车站383座。
| 线路   | 起迄站 （行政区划）                             | 起迄站 （行政区划）                             | 开通日期       | 最近延伸       | 长度 （公里） | 车站 数量 | 最高时速 （公里/小时） | 全程运行时长 （分钟） | 车辆编组         | 备注                                              |
| ------ | ----------------------------------------------- | ----------------------------------------------- | -------------- | -------------- | ------------- | --------- | ---------------------- | --------------------- | ---------------- | ------------------------------------------------- |
| 1号线  | 韦家碾 （金牛区）                               | 科学城 （双流区）                               | 2010年9月27日  | 2018年3月18日  | 40.99         | 35        | 80                     | 70                    | 6节编组B型车     |                                                   |
| 1号线  | 韦家碾 （金牛区）                               | 五根松 （双流区）                               | 2010年9月27日  | 2018年3月18日  | 40.99         | 35        | 80                     | 49                    | 6节编组B型车     |                                                   |
| 2号线  | 龙泉驿 （龙泉驿区）                             | 犀浦 （郫都区）                                 | 2012年9月16日  | 2014年10月26日 | 42.32         | 32        | 80                     | 72                    | 6节编组B型车     |                                                   |
| 3号线  | 成都医学院 （新都区）                           | 双流西站 （双流区）                             | 2016年7月31日  | 2018年12月26日 | 49.85         | 37        | 80                     | 82                    | 6节编组B型车     |                                                   |
| 4号线  | 西河 （龙泉驿区）                               | 万盛 （温江区）                                 | 2015年12月26日 | 2017年6月2日   | 43.28         | 30        | 80                     | 70                    | 6节编组B型车     |                                                   |
| 5号线  | 华桂路 （新都区）                               | 回龙 （双流区）                                 | 2019年12月27日 |                | 49.00         | 41        | 80                     | 89                    | 8节编组A型车     |                                                   |
| 6号线  | 望丛祠 （郫都区）                               | 兰家沟 （双流区）                               | 2020年12月18日 |                | 68.76         | 56        | 80                     | 118                   | 8节编组A型车     | 未启用站：芦角                                    |
| 7号线  | 环线 （金牛区、成华区、锦江区、武侯区、青羊区） | 环线 （金牛区、成华区、锦江区、武侯区、青羊区） | 2017年12月6日  |                | 38.61         | 31        | 80                     | 67                    | 6节编组A型车     |                                                   |
| 8号线  | 桂龍路 （成华区）                               | 龍港 （双流区）                                 | 2020年12月18日 | 2024年12月19日 | 36.61         | 32        | 80                     | 65                    | 6节编组A型车     |                                                   |
| 9号线  | 金融城东 （锦江区）                             | 黄田坝 （青羊区）                               | 2020年12月18日 |                | 22.18         | 13        | 100                    | 26                    | 8节编组A型车     | GoA4级全自动无人驾驶                              |
| 10号线 | 太平园 （武侯区）                               | 新平 （新津区）                                 | 2017年9月6日   | 2019年12月27日 | 37.98         | 16        | 100                    | 44                    | 6节编组A型车     |                                                   |
| 17号线 | 机投桥 （武侯区）                               | 九江北 （双流区）                               | 2020年12月18日 |                | 5.486         | 3         | 140                    | 6                     | 8节编组市域A型车 |                                                   |
| 18号线 | 火车南站 （武侯区）                             | 天府机场北 （简阳市）                           | 2020年9月27日  | 2020年12月18日 | 69.39         | 13        | 160                    | 47                    | 8节编组市域A型车 | 未启用站：天府机场3号4号航站楼 部分启用站：天府站 |
| 19号线 | 金星 （温江区）                                 | 天府站 （双流区）                               | 2020年12月18日 | 2023年11月28日 | 62.994        | 19        | 160                    | 65                    | 4节编组市域A型车 | 未启用站：合江 部分启用站：天府站                 |
| 27号线 | 石佛 （新都区）                                 | 蜀鑫路 （青羊区）                               | 2024年12月19日 |                | 24.86         | 23        | 80                     | 43                    | 6节编组B型车     | GoA4级全自动无人驾驶 未启用站：白仁店             |
| S3线   | 福田 （简阳市）                                 | 资阳北站 （雁江区）                             | 2024年9月29日  |                | 38.70         | 7         | 160                    | 26                    | 4节编组市域A型车 | 未启用站：芦葭                                    |
| 合计   | 合计                                            | 合计                                            | 合计           | 合计           | 631.01        | 388       |                        |                       |                  |                                                   |

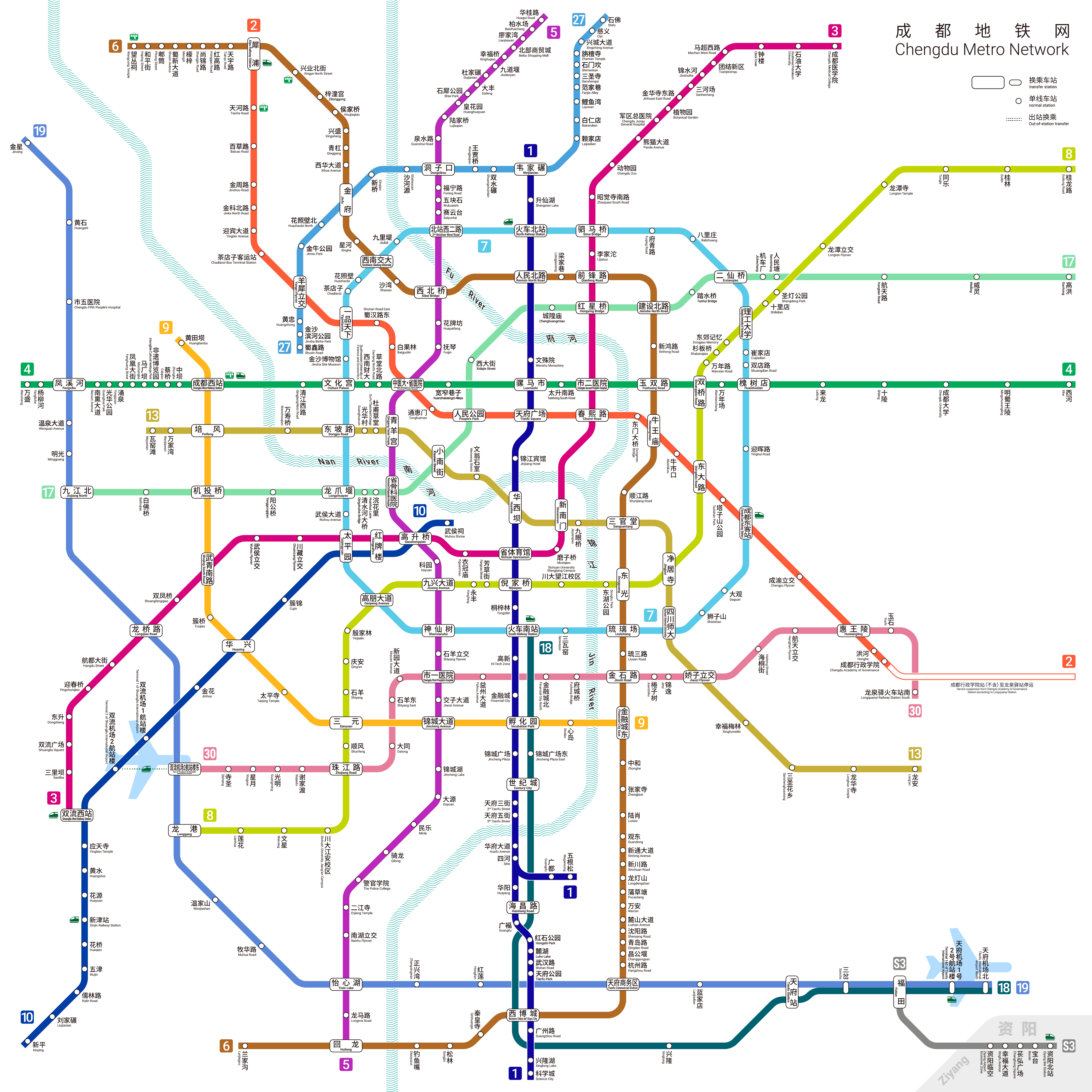
成都地铁运营线网图

- 1号线是成都米字型骨干网络中的南北向线路。该线路北起金牛区韦家碾站，途径成华区、青羊区、锦江区、武侯区、双流区，南至天府新区科学城站。支线北起四河站，南至五根松站。
- 2号线是成都市轨道交通米字型骨干网络中的西北—东南向线路。西起郫都区犀浦镇，途经金牛区、青羊区、锦江区、成华区、龙泉驿区，东至龙泉驿区龙泉驿音乐广场。
- 3号线是成都市轨道交通米字型骨干网络中的东北—西南向线路。起于新都区成都医学院，途径金牛区、成华区、锦江区、武侯区、止于双流区双流西站，沿途串联成都大熊猫繁育研究基地、成都动物园、春熙路商圈、成都武侯祠等热门区域。
- 4号线是成都市轨道交通米字型骨干网络中的东西向线路。西起温江区万盛站，止于龙泉驿区西河站。
- 5号线是南北方向的填充线，北起新都区华桂路站，向南主要串联了大丰以北的毗河，沙湾商区，青羊宫、武侯祠，神仙树片区；转向机场高速、三环路，万象北路，沿剑南大道向南进入天府新城，止于双流区回龙站。
- 6号线是串联郫都、市中心和天府新区的西北-东南-西南方向的骨干线路，北起郫都区望丛祠，南至双流区兰家沟，由西北向东南串联起郫筒、红光、犀浦、安靖、九里堤、西北桥、李家沱、牛王庙、东光、琉璃场、金融城、中和、万安、天府商务区、西博城、回龙等片区。线路主要沿西区大道、校园路、交大路、一环路东南段、锦华路、仁和路、万新路、福州路、剑南大道等道路走行。该线路解决了一环路东南段地铁覆盖较为薄弱的问题。
- 7号线为串联成都市轨道交通米字型骨干网络的环线。位于二、三环之间居住用地最密集地带，并串联了国铁成都站、成都东站、成都南站三大交通枢纽，并与多条轨道交通放射线路相交。
- 8号线是串联空港片区、武侯区、成华区的西南-东北方向的骨干线路，南起双流区龙港站换乘19号线，北至成华区桂龙路站，串联起西航港、文星、白家、石羊、科园、永丰、东湖、东光、牛市口、杉板桥、十里店、龙潭寺等片区。线路主要覆盖川大路、益新大道、高朋大道、二环路东南段、杉板桥路等主要道路。
- 9号线是覆盖成都西南片区的接驳线、半环状线、快线、辅助线。该线路主要沿培风路、武侯大道、锦城大道走行，覆盖金融城、锦城广场、石羊、华兴、机头桥、黄田坝等片区，可接驳成都西站。
- 10号线是连接中心城区和成都双流国际机场的快线，并向南延伸至花源、花桥片区及新津主城区。
- 17号线与19号线一同组成连接城区与温江区的快线、市郊线。该线路采用大站模式运行，主要沿成蒲快速通道走行，覆盖九江、机投桥等片区，衔接9号线与19号线。
- 18号线是连接中心城区（成都市区、成都南站、天府新区）和成都天府国际机场的快线，同时用于快速连接成都市区与简阳。18号线设有直达车，可从火车南站一站直达天府机场。
- 19号线是连接城市西部（温江、双流）、成都双流国际机场和成都天府国际机场的快线，衔接4号线、17号线与18号线等线路。19号线设有直达车，可从双流机场一站直达天府机场。
- 27号线作为西北部填充线，串联多条放射线路，連接新都区至青羊区，主要沿香城大道、万石路、中环大道、金府路、育苗路、同怡路、蜀江路敷设。
- S3线，又称资阳线，作為連結成都與資陽的線路，西起成都市东部新区18号线福田，东止资阳市雁江区资阳北站，呈西北向东南沿成资大道、幸福大道、南骏大道、宝台大道敷设。

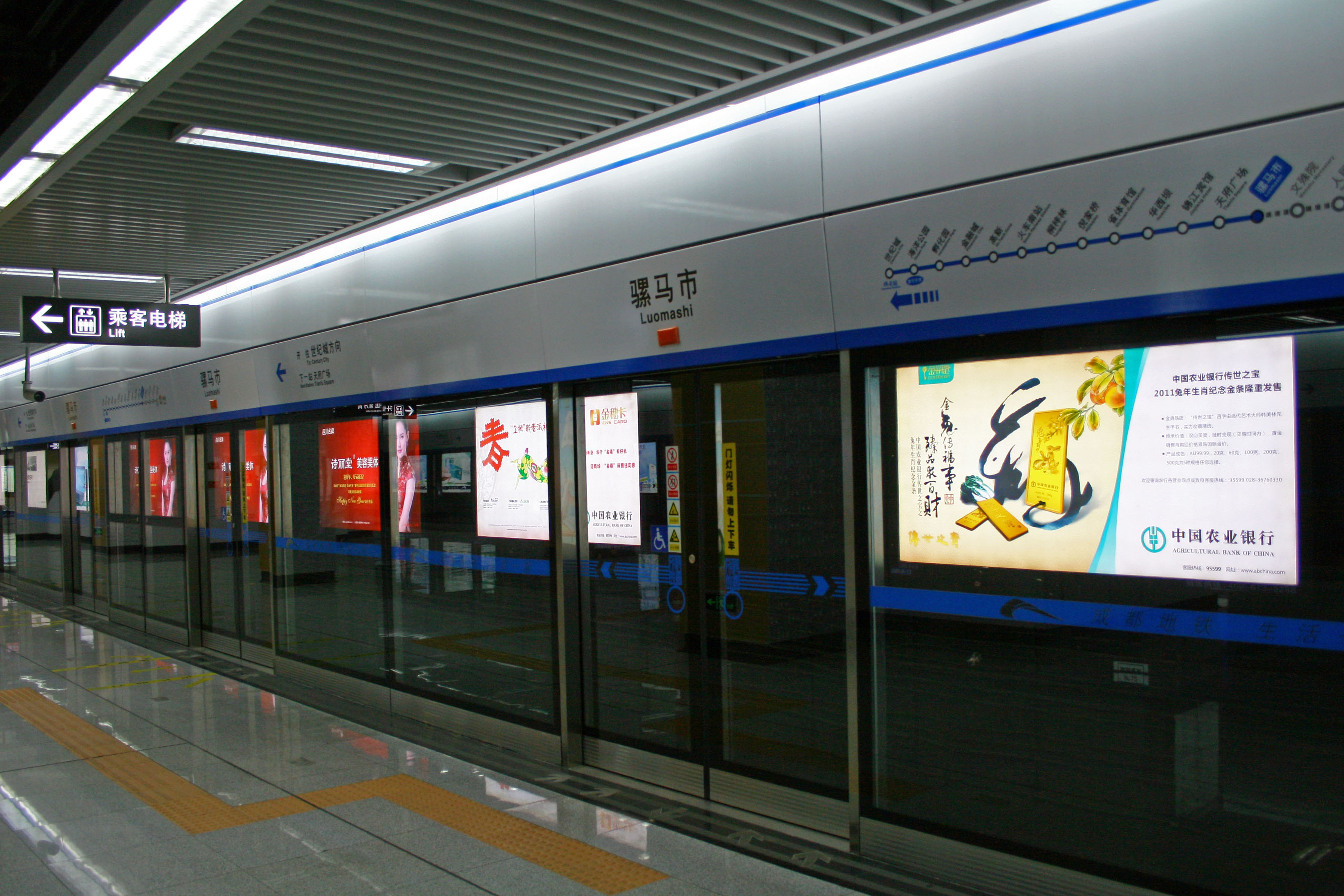
1号线骡马市站站台
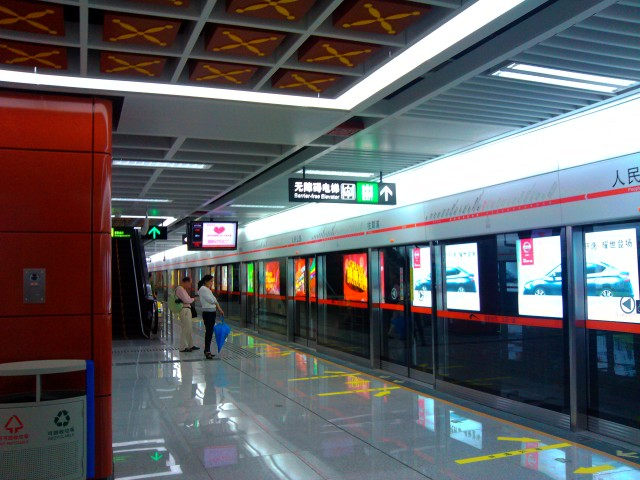
2号线人民公园站站台
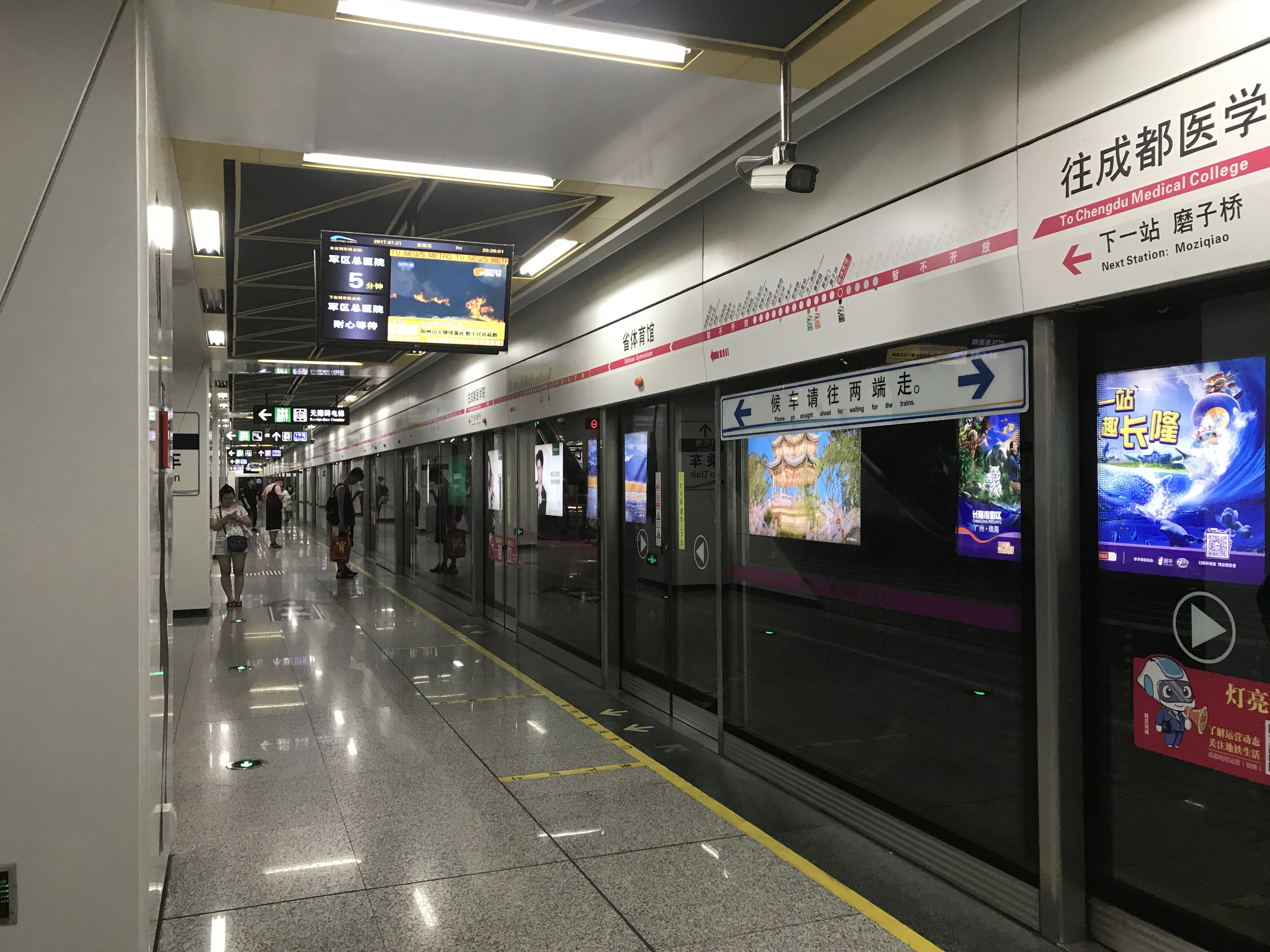
3号线省体育馆站站台
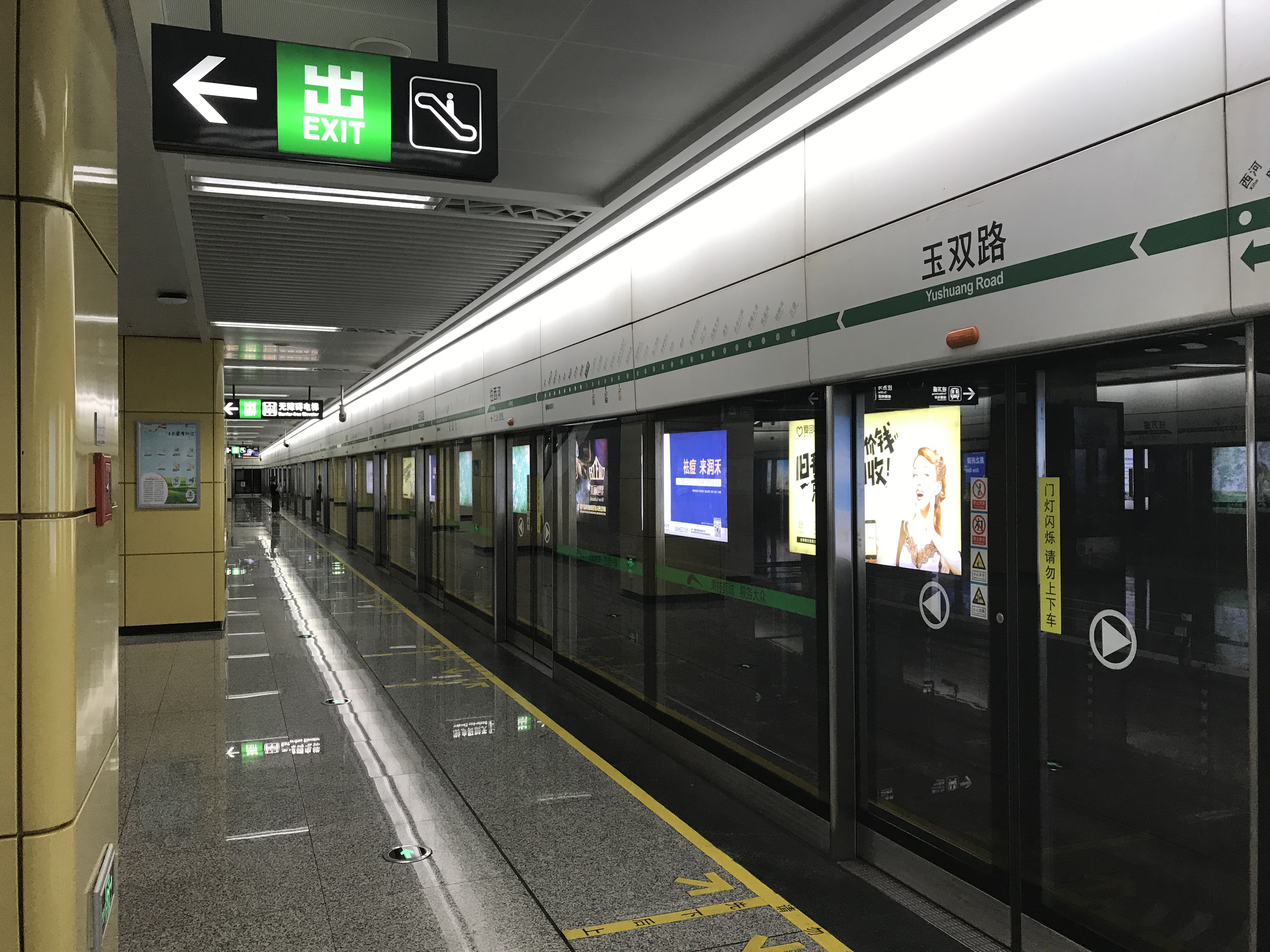
4号线玉双路站站台
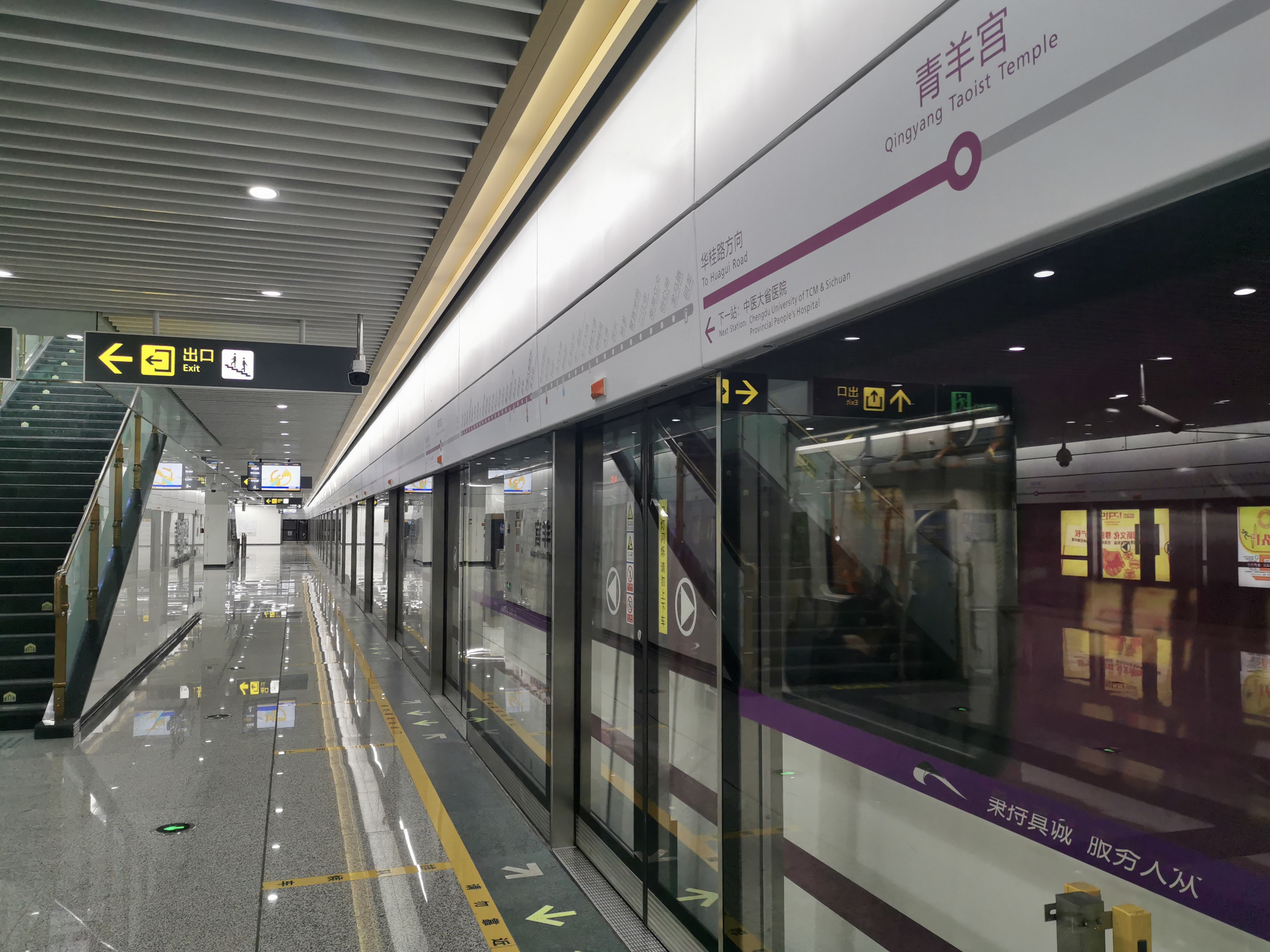
5号线青羊宫站站台
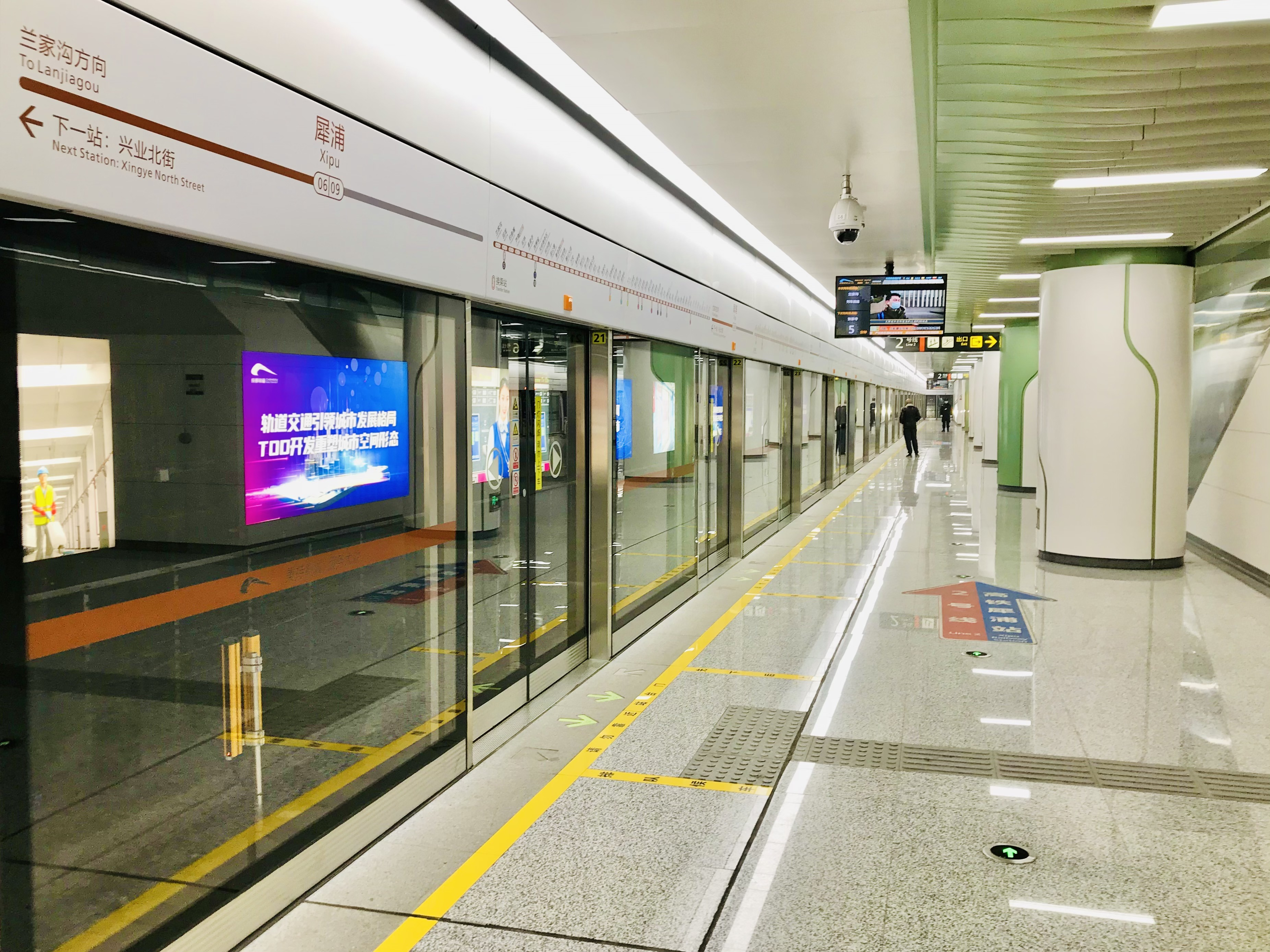
6号线犀浦站站台
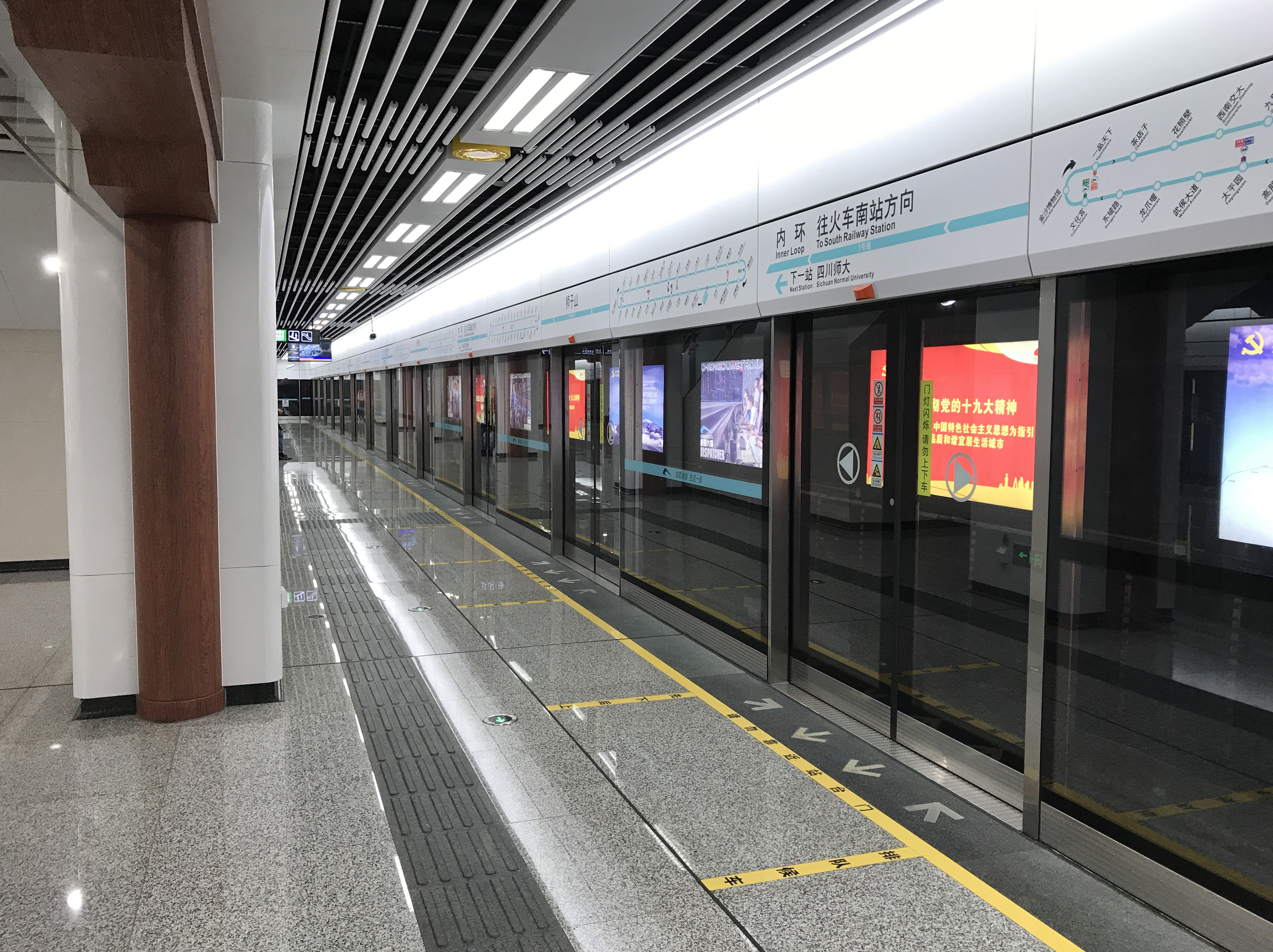
7号线狮子山站站台
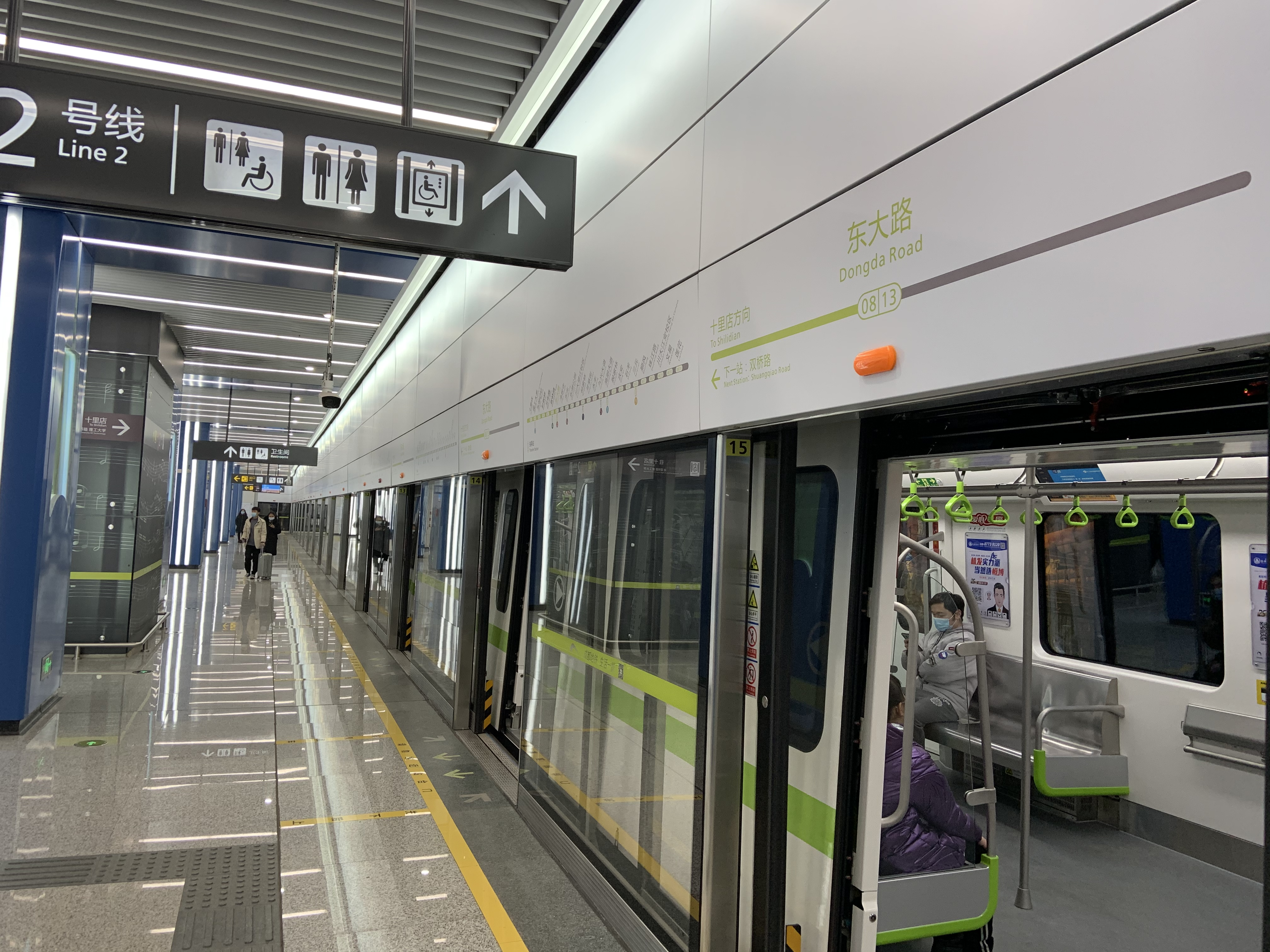
8号线东大路站站台
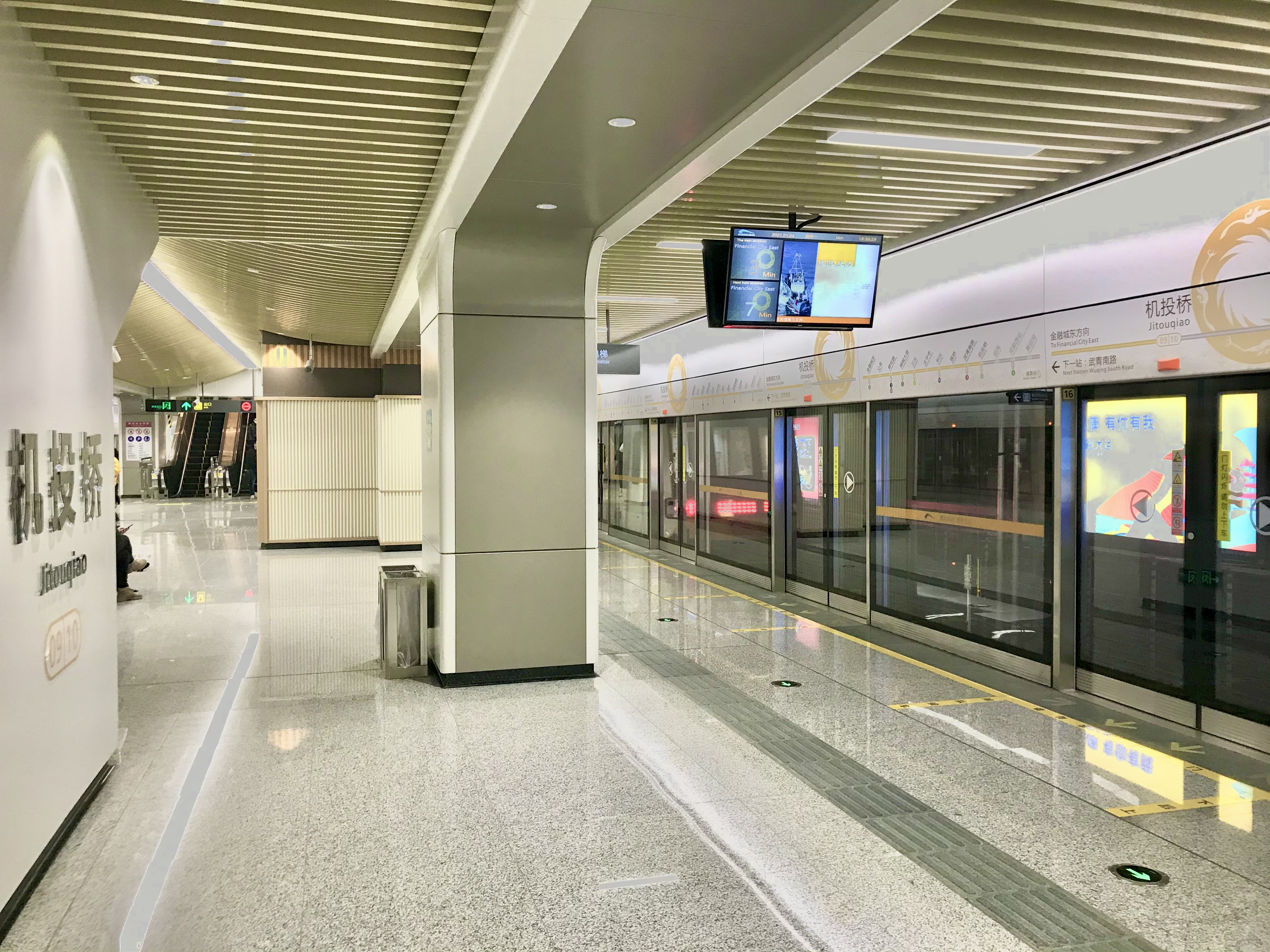
9号线机投桥站站台
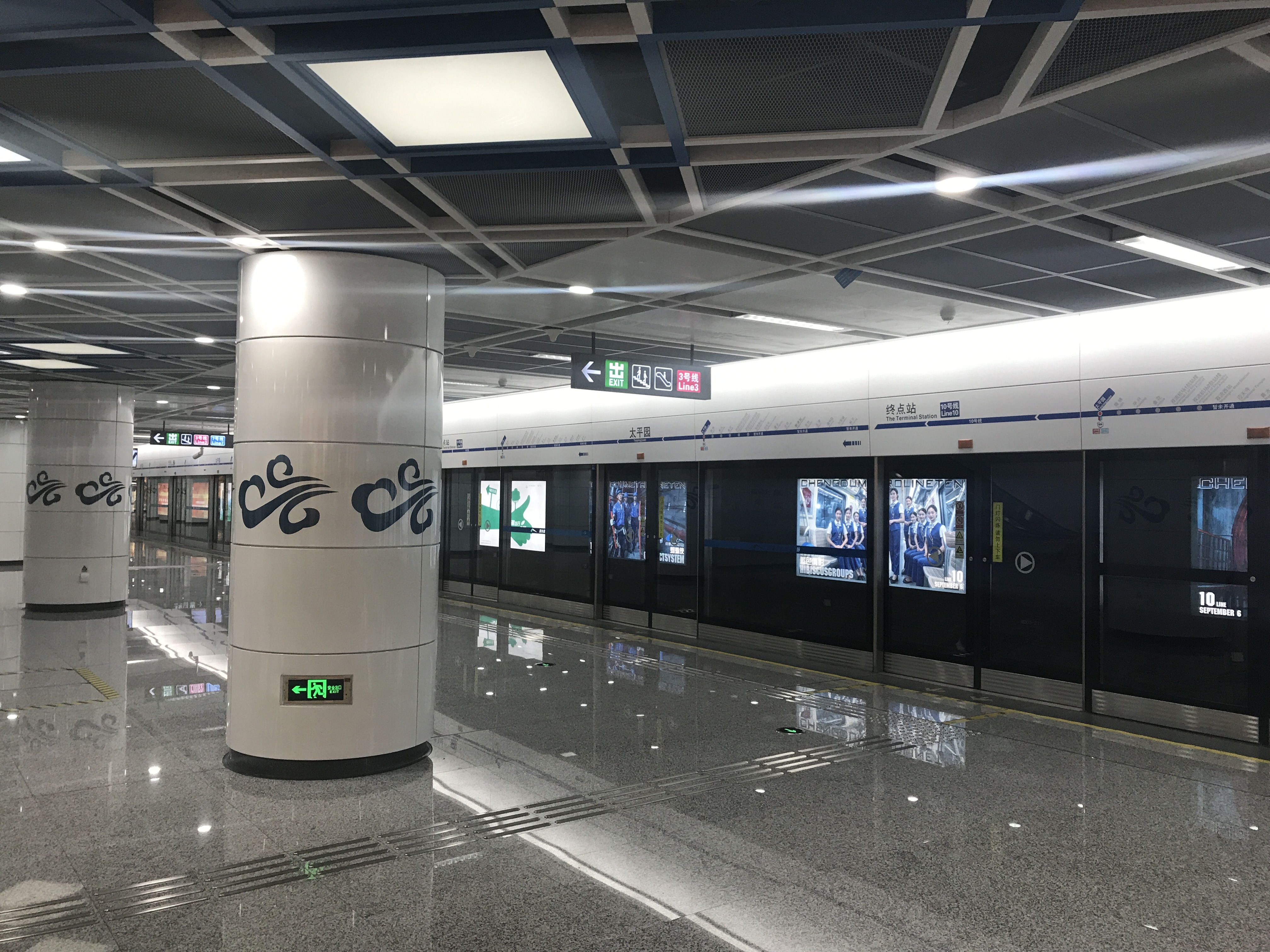
10号线太平园站站台
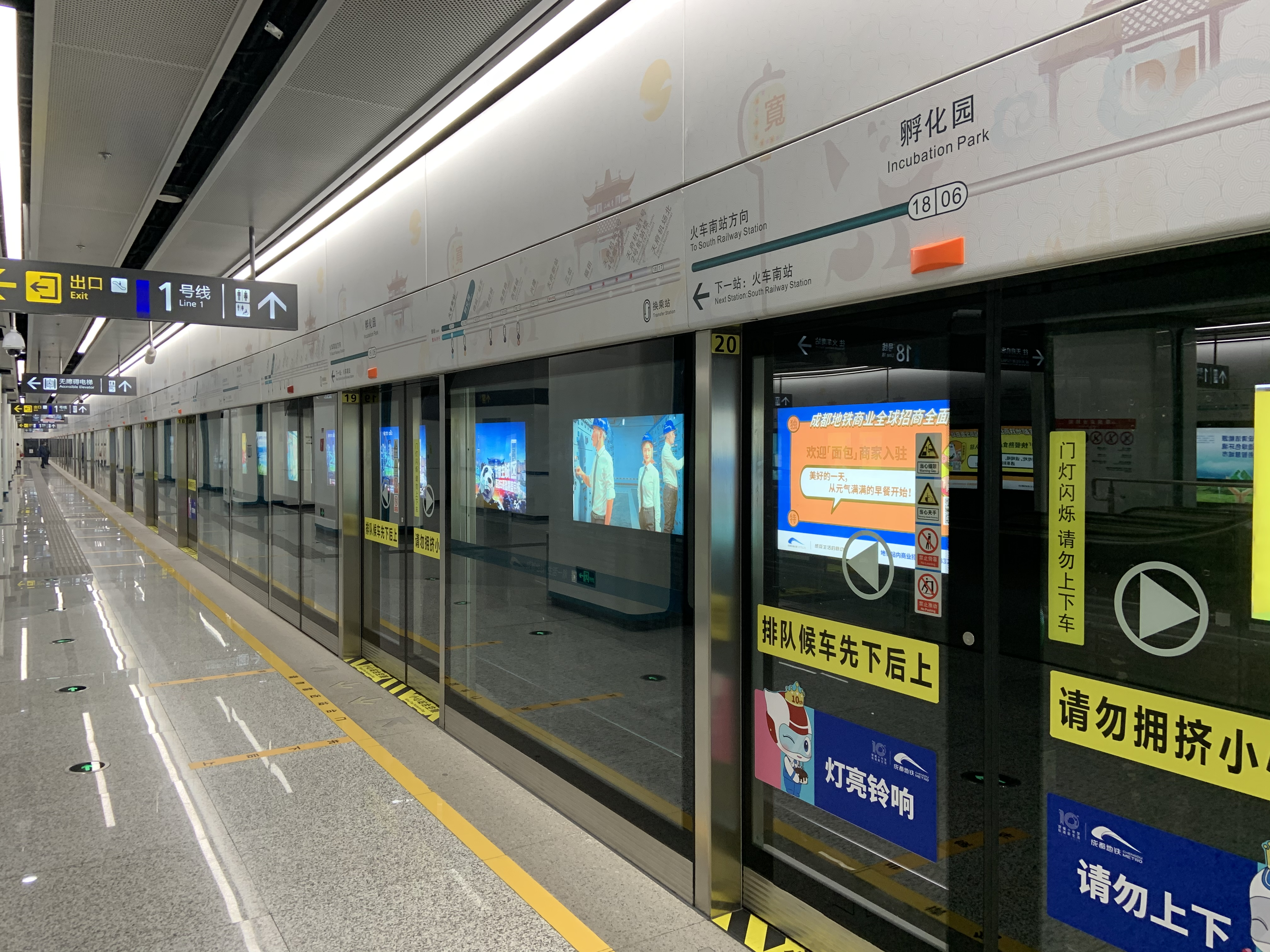
18号线孵化园站站台
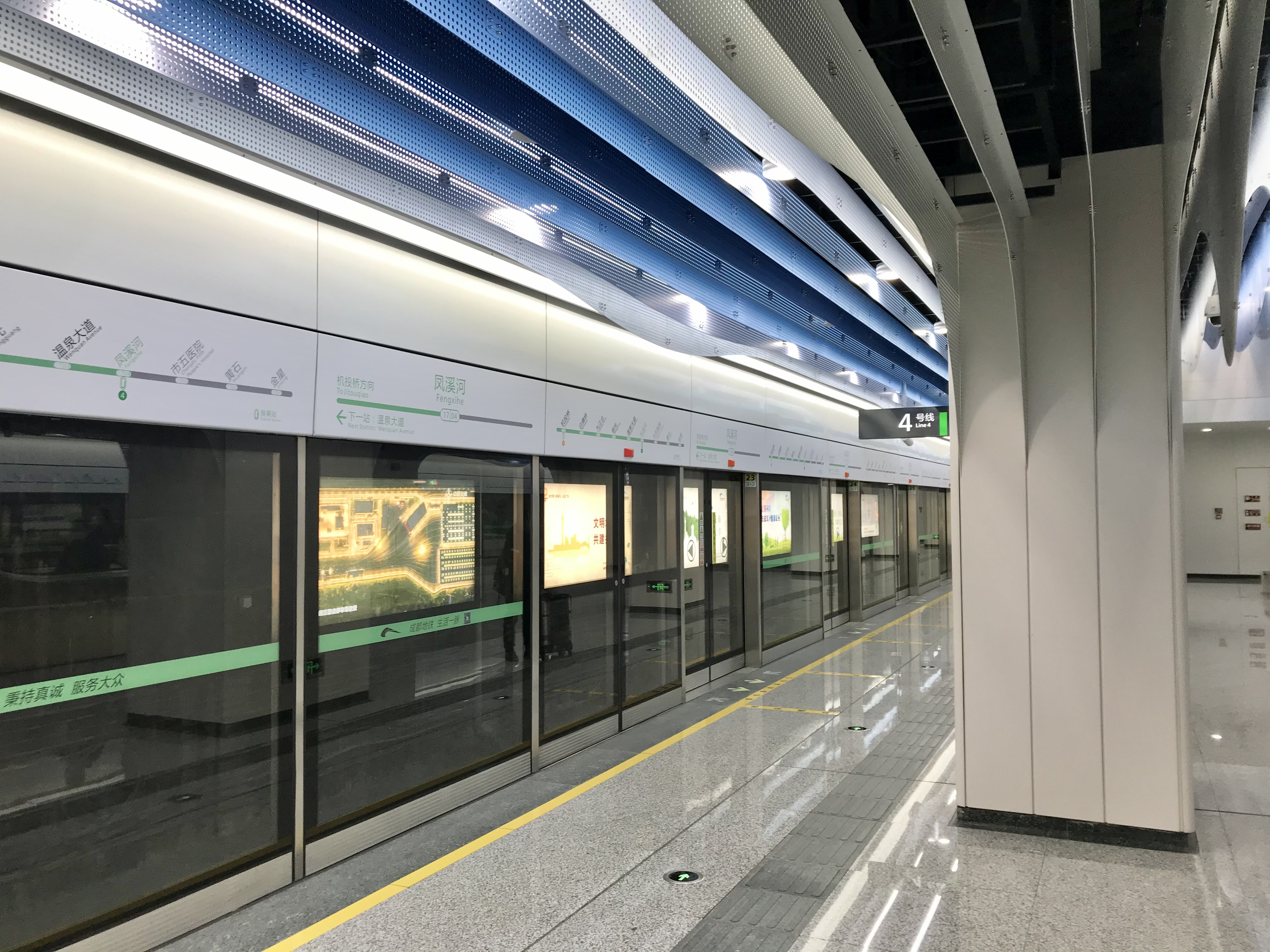
19号线凤溪河站站台

## 车站
至2024年12月，成都地铁共建成车站388座，启用车站383座。

### 车站结构
站厅
成都地铁的车站结构形式一般采用单柱双跨、双柱三跨矩形框架结构。一些特殊的站厅形式包括：部分地下车站设在地面的站厅，如升仙湖站、双流西站 (地铁)和成都行政学院站；分离式站厅，例外如中医大·省医院站、成渝立交站、省体育馆站（1号线站厅）、马超西路站，原因皆为避让车站上方市政道路或隧道；与站台水平方向垂直的站厅：锦城广场站，原因可能是为了让站厅连通站外商业设施。截至2021年，暂无设置无柱式车站（如拱顶式车站和中庭式车站）。
成都地铁多数站点的付费区和非付费区各自连通，使乘客在付费区内可不出闸更换行车方向，或是经由非付费区穿过车站。但部分车站例外：如成渝立交站因为采用分离式站厅，导致其非付费区不连通，仅有付费区是连通的；而非遗博览园站仅有非付费区是连通的，付费区则未连通，成为现时成都唯一无法在付费区内换向的车站（原因是作为侧式站台车站，本站站台与站厅同层，需要通过负二层的换向通道连通轨道两侧付费区。但换向通道因直通地面直梯，被非付费区独占，无法再连通付费区）。
站台
成都地铁站台形式多数采用岛式站台，如7号线除火车南站外其他车站皆采用岛式站台。由于讫止站折返需求及受车站地理环境影响，少数车站采用侧式站台。由于客流需求、换乘需求、快慢线越行需求及受车站地理环境影响，部分车站的站台形式采用西班牙式站台（天府广场站和火车南站）、双岛式站台（中医大·省医院站、海昌路站、三岔站、福田站、九江北站）、一岛一侧式站台（太平园站）、间隔侧式站台（孵化园站）等特殊站台形式。
犀浦站则为中国大陆罕见的国铁、地铁共构同站台转乘站，成灌铁路与成都地铁2号线可在站台双向转乘，无需出站（受2019冠状病毒病疫情影响，同台转乘国铁的服务曾暂时关闭）。
出入口
成都地铁出入口造型在时间上大致分为两代。第一代出入口使用于1、2、3、4、5、7、10号线，采用大致统一的标准造型，根据出入口所在地理位置是否需要避免视觉遮挡等因素分为有上盖和无上盖两种造型。有上盖出入口顶部统一装饰有此出入口最邻近站台所属线路的代表色。无上盖出入口或装饰有此出入口最邻近站台所属线路的代表色。第二代出入口则使用于6、8、9、17、18号线及更多后续线路，出入口采用玻璃盒子造型，不再展示线路色，缀有成都地铁标志的灯箱与出入口一体化设计，出入口侧面亦设置了大号发光出入口编号，方便乘客查找。成都地铁各车站至少有一个及以上出入口配备有无障碍设施，无障碍设施的种类有无障碍电梯或轮椅升降台。
地铁出入口作为城市基础设施建设中重要的一部分，反映着城市交通设施的风貌，也是城市风格的展现。成都地铁为增强城市风貌和地域特色，体现地铁出入口的地域区位、人文艺术特征和历史文化感，在某些车站设计有非标准造型的出入口，如新南门站川西民居元素出入口、金沙博物馆站金沙风格出入口等。
成都东客站、天府机场1号2号航站楼站和天府机场3号4号航站楼站由于完全位于建筑内部，故未设置独立出入口。

### 车站类型
换乘站
截止2023年9月，成都地铁现有换乘站47座，其中三线换乘5座，两线换乘42座，此处仅统计地铁换乘而不考虑有轨电车。其中最早开通的换乘站是天府广场站，第一个同台换乘车站为中医大·省医院站，第一个三线换乘站为太平园站。超过半数（26站）的换乘站设有换乘节点，另有3站可实现同台转乘：中医大·省医院站（2号线、5号线）、西北桥站（5号线、6号线）、太平园站（10号线换乘3号线成都医学院方向），另犀浦站国铁站可同台换乘地铁站。
高架站
成都地铁高架车站数量较少，仅有32座，约占全部已建成388座车站的8%。其中：2号线有犀浦站、大面铺站、连山坡站和界牌站4座高架车站；3号线有植物园站、金华寺东路站和三河场站3座高架车站；4号线有明蜀王陵站和西河站2座高架车站；5号线华桂路站-幸福桥站区间共有5座高架车站；10号线应天寺站-花桥站区间共有5座高架车站；18号线三岔站、福田站2站为高架车站；19号线金星站、黄石站2站为高架车站；27号线石佛站-三圣寺站区间共有6座高架车站；S3线福田站-资阳临空站3站为高架车站。
未启用站
成都地铁现有已建成但未启用的车站5座。其中6号线芦角站、27号线白仁店站由于无外部道路接驳因而暂缓开通；18号线天府机场3号4号航站楼站作为航站楼预留配套设施，拟待天府机场3号4号航站楼建成后同步启用；19号线合江站和S3线芦葭站也属预留车站。另外，18、19号线天府站仅开通付费区供换乘，无法出闸。

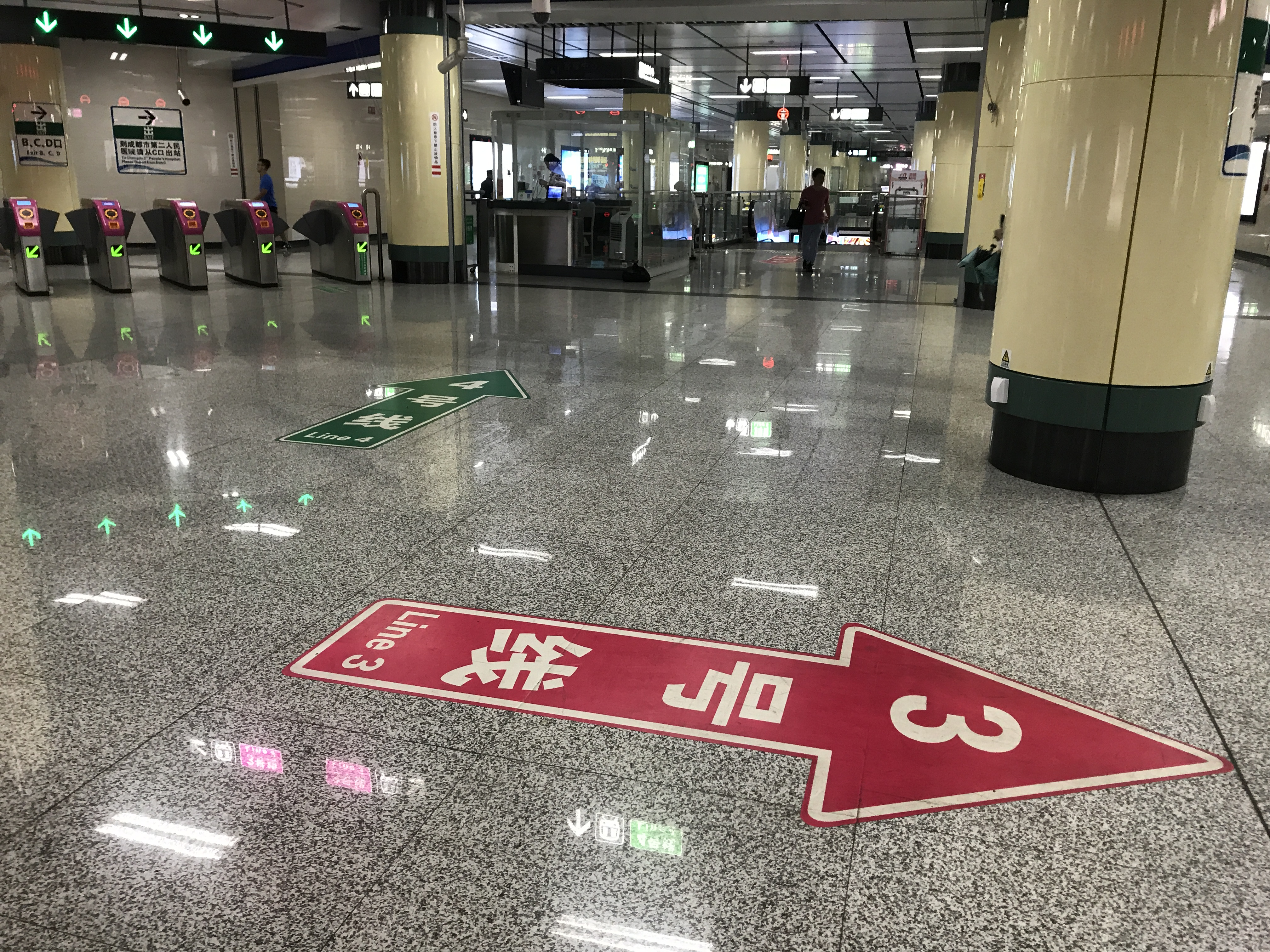
地面导视（市二医院站）
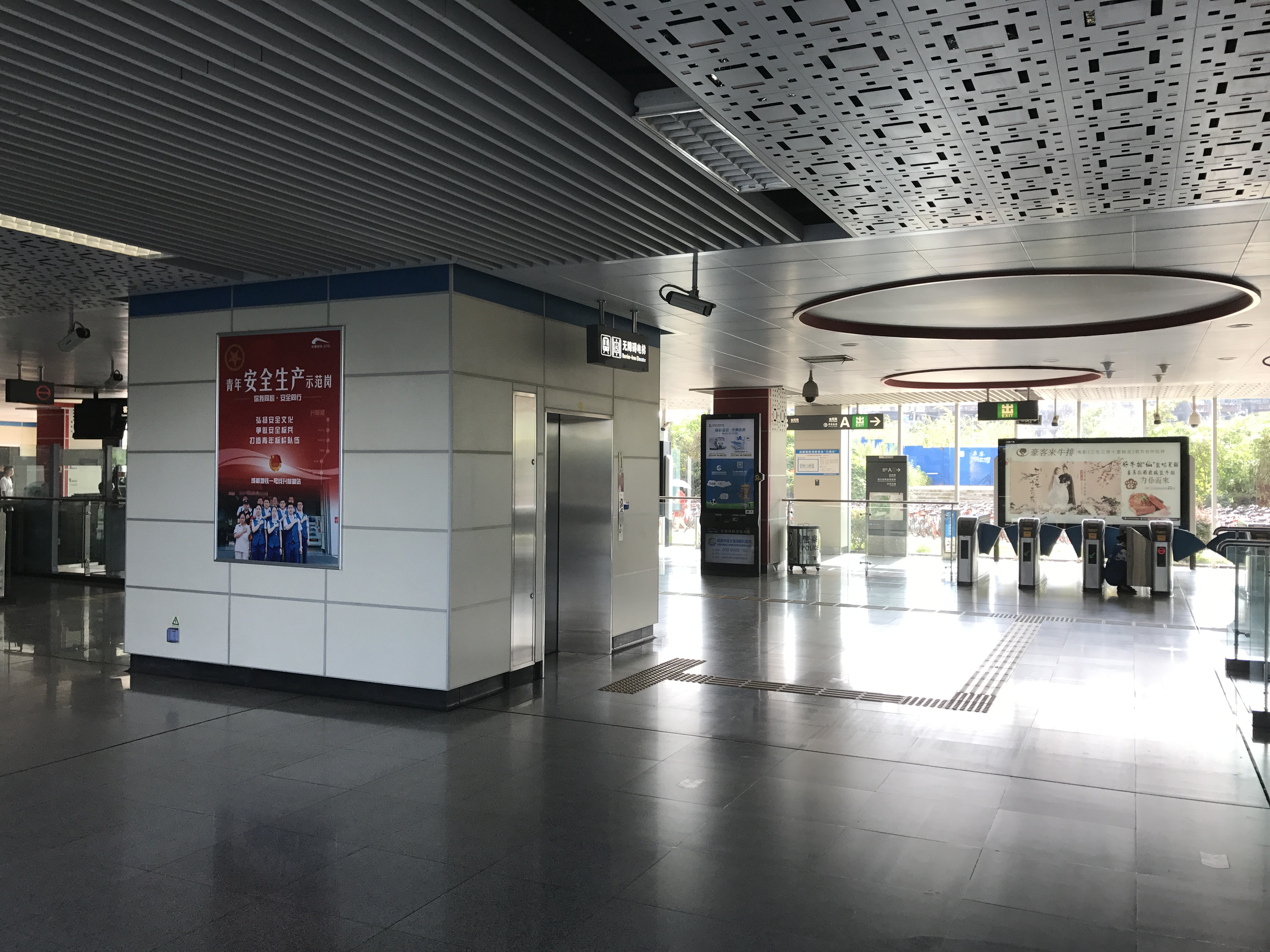
地上站厅（升仙湖站）
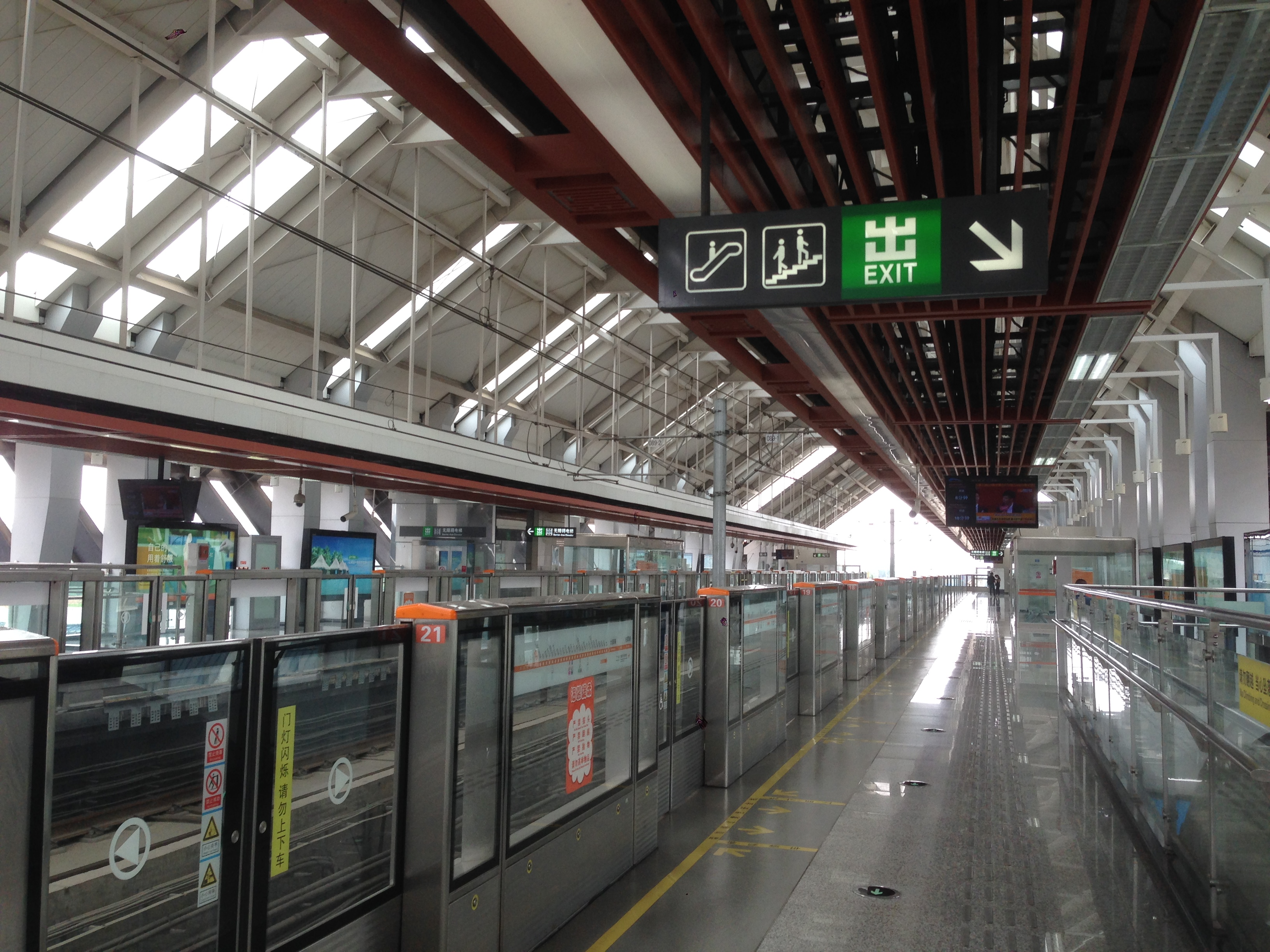
大面铺站站台
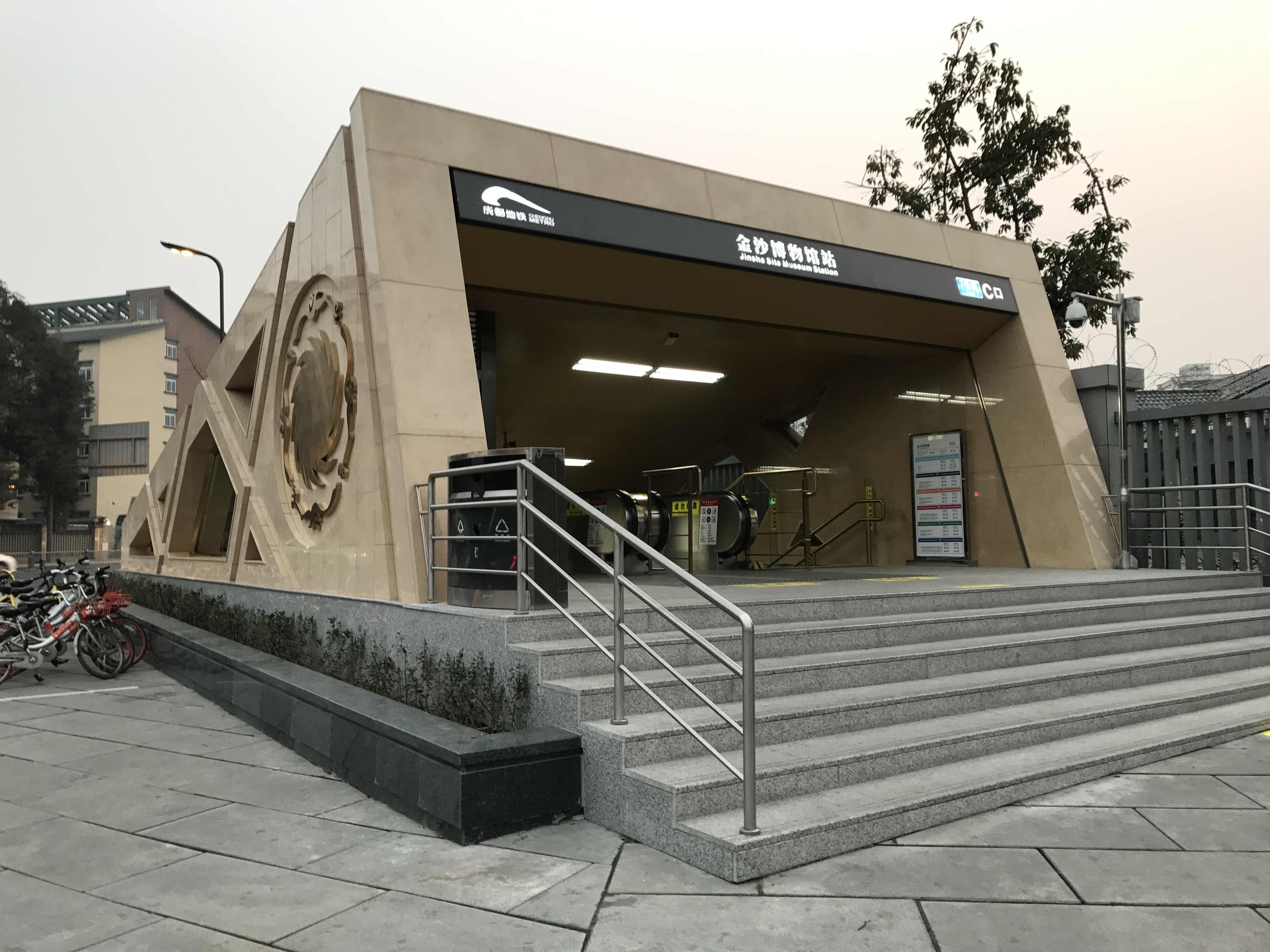
金沙博物馆站的C出入口
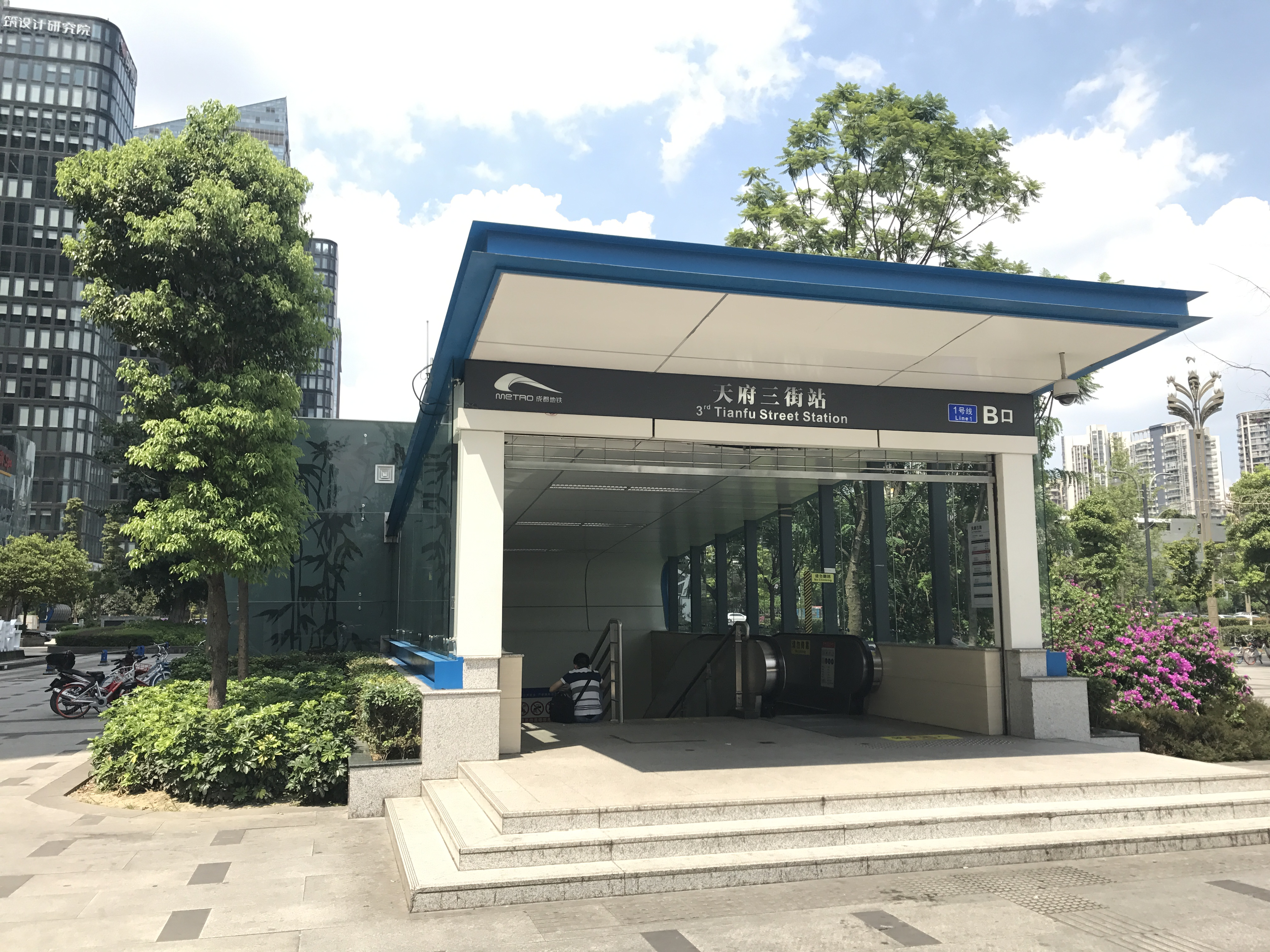
标准造型出入口（天府三街站）

## 车辆

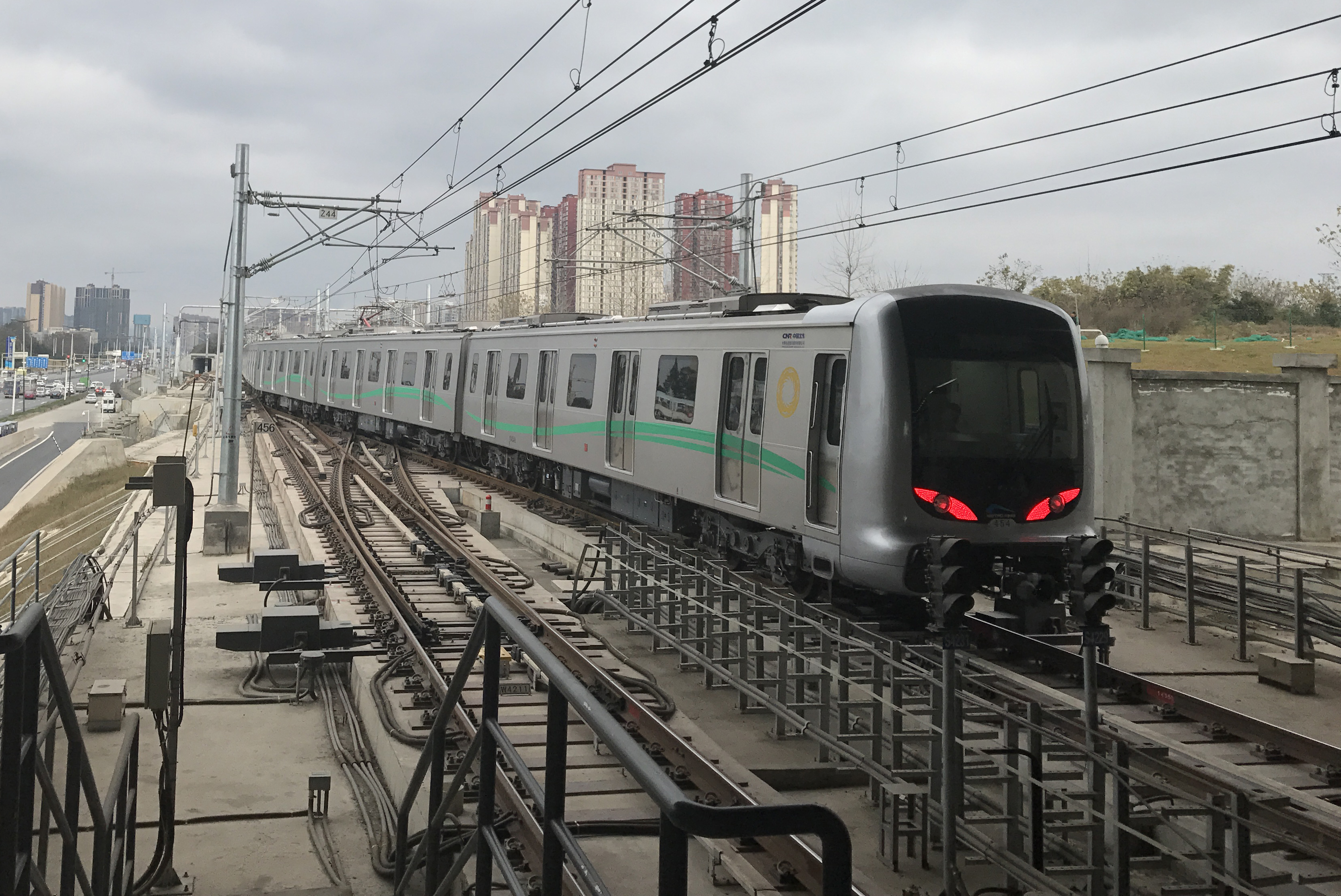
4号线6节编组B型列车（摄于西河站）

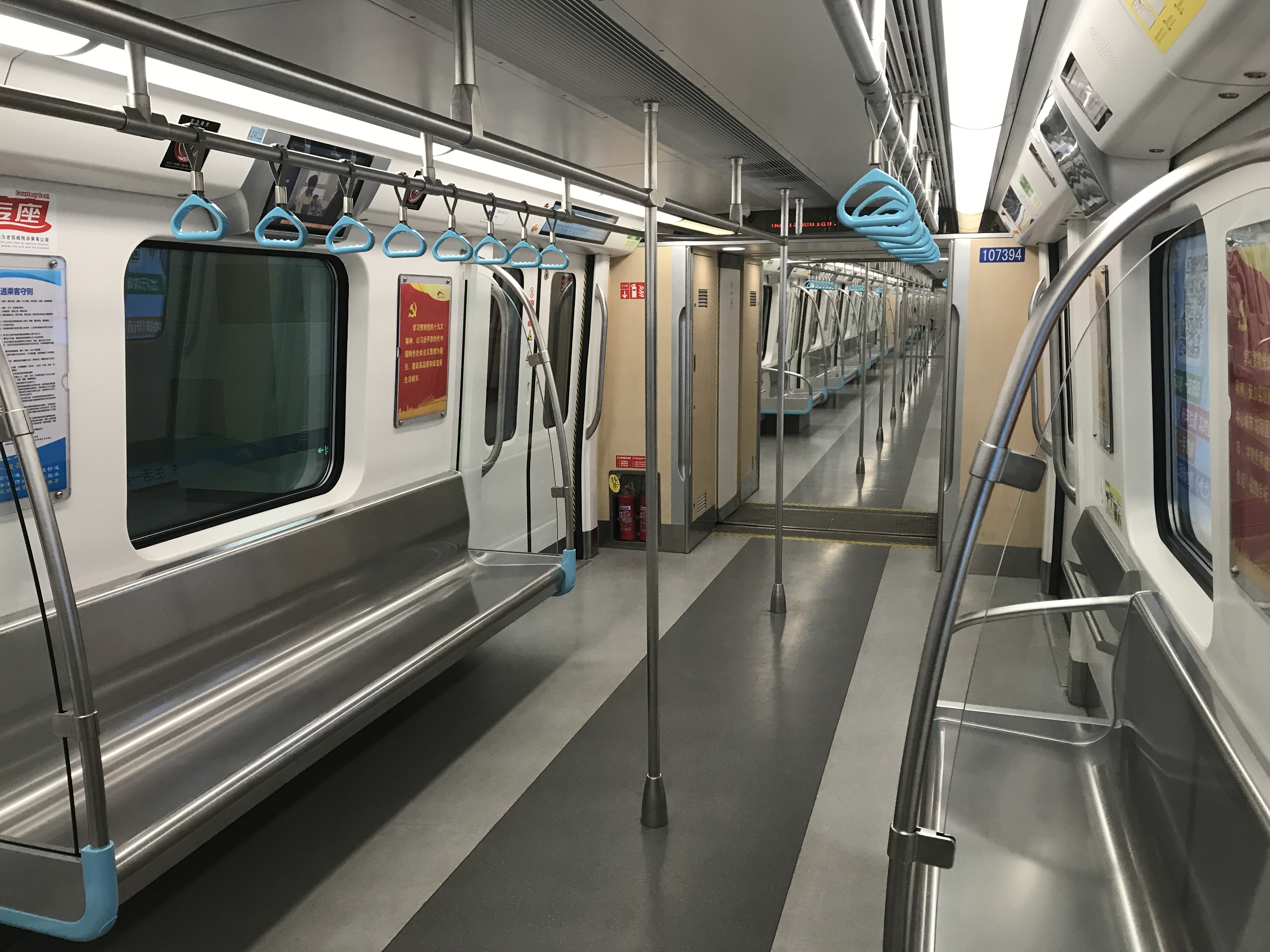
7号线6节编组A型列车内部

### 车辆信息
成都地铁列车车队由中车四方与中车长客设计制造的6节编组B型车辆、6节编组A型车辆以及8节编组A型车辆组成。
2008年成都地铁为筹备运营1号线，向中车四方首批采购了17列共102辆地铁车辆，此批车辆采用B型不锈钢轻量化车体，6节编组中拖车2节、动车4节，总长120米，宽度为2.8米，全车定员1460人，最多可载客1880人，最高运行速度80公里/小时。此后开通的2号线、3号线和4号线列车均使用此车型。其中1、2号线列车由中车四方及成都中车四方轨道车辆制造；3、4号线列车由中车长客和中车长客股份成都北车制造。
成都地铁2017年开通运营的7号线与10号线列车、2020年计划开通的8号线列车则采用A型铝合金车体，6节编组中拖车2节、动车4节，总长140米，宽度为3米，全车定员1828人，最多可载客2488人，最高运行速度80公里/小时，其中7号线、10号线车辆由中车四方牵头制造，中车成都机车车辆制造车体和组装，8号线车辆由中车长客牵头制造。
成都地铁2019年开通的5号线、2020年开通的6、9、17、18号线则采用8节编组A型铝合金车体列车，总长180米、宽度3米、最大载客量可达3500人左右。其中5、6号线列车最高运行速度80km/h，9号线列车最高运行速度100km/h，17、18号线列车最高运行速度则达到140km/h。最高等级的GoA4级别无人驾驶系统被引入9号线列车，因此9号线列车具备全自动无人运行的能力；17、18号线的列车则为AC 25kV供电的市域快线列车，在车体气密性、电机功率、旅客界面等方面进行了针对性补强。5、9号线列车由中车长客牵头设计制造，6、17、18号线列车则由中车四方牵头设计制造。
部分较新的2号线列车以及3/4/5/6/7/8/9/10/17/18号线全部列车上均有太阳神鸟金饰图案。

### 信号系统
成都的地铁信号系统均采用基于无线传输技术的移动闭塞CBTC制式，具备列车自动监控、列车自动防护、列车自动运行等功能，能够确保列车运行安全，防止追尾和冲突，提高运行效率（在保证安全的前提下，缩短行车间隔），实现列车运行的信息化和自动化。
2010年通车的成都地铁1号线首先采用了浙江众合科技（浙大网新下属企业）与安萨尔多STS提供的无线CBTC信号系统和设备；成都地铁2号线沿用了同样的系统和设备；2016年开通的成都地铁3号线则首次采用了中国自主知识产权的ATC信号系统，CBTC信号系统集成提供方为北京交控科技；成都地铁10号线和建设中的6号线采用了浙江众合科技和安萨尔多STS的信号系统；成都地铁4号线以及7号线采用的是由中国铁路通信信号控股、阿尔斯通合资的企业卡斯柯所提供的Urbalis 888 CBTC信号系统解决方案，在建的18号线、19号线、有轨电车蓉2号线以及自动化程度达GoA4级的无人驾驶线路9号线项目均采用此系统。2019年通车的的5号线沿用北京交控科技提供的自主知识产权CBTC信号系统。

### 车辆配属
截至2023年12月10日，成都地铁13条运营线路（不含有轨电车蓉2线）总共有584列地铁列车，分为A、B两种类型，其中A型374列，B型210列。
| 线路   | 编组                      | 最高时速 | 配属时期         | 制造年份  | 编号                                                  | 数量                   | 数量   | 整车设计     | 整车制造     | 信号系统             | 牵引电机                                 | 牵引逆变器               | 制动系统                                |
| ------ | ------------------------- | -------- | ---------------- | --------- | ----------------------------------------------------- | ---------------------- | ------ | ------------ | ------------ | -------------------- | ---------------------------------------- | ------------------------ | --------------------------------------- |
| 1号线  | 6B                        | 80km/h   | 一期             | 2007-2009 | 101-117                                               | 17列                   | 共73列 | 中车青岛四方 | 中车青岛四方 | 众合科技 安萨尔多STS | 湘潭电机 YQ-190-1                        | 东洋电机制造 RG6007-A-M  | 纳博特斯克 拖车：CF-32 动车：CF-33      |
| 1号线  | 6B                        | 80km/h   | 一期增购         | 2012-2013 | 118-120                                               | 3列                    | 共73列 | 中车青岛四方 | 中车青岛四方 | 众合科技 安萨尔多STS | 湘潭电机 YQ-190-1                        | 东洋电机制造 RG6007-B-M  | 纳博特斯克 拖车：CF-32 动车：CF-33      |
| 1号线  | 6B                        | 80km/h   | 二期             | 2014-2015 | 121-129                                               | 9列                    | 共73列 | 中车青岛四方 | 中车青岛四方 | 众合科技 安萨尔多STS | 湘潭电机 YQ-190-1                        | 东洋电机制造 RG6007-B-M  | 纳博特斯克 拖车：CF-32 动车：CF-33      |
| 1号线  | 6B                        | 80km/h   | 二期增购         | 2014-2015 | 130-147                                               | 18列                   | 共73列 | 中车青岛四方 | 中车青岛四方 | 众合科技 安萨尔多STS | 湘潭电机 YQ-190-1                        | 东洋电机制造 RG6007-B-M  | 纳博特斯克 拖车：CF-32 动车：CF-33      |
| 1号线  | 6B                        | 80km/h   | 三期             | 2015-2017 | 148-173                                               | 26列                   | 共73列 | 中车青岛四方 | 中车青岛四方 | 众合科技 安萨尔多STS | 湘潭电机 YQ-190-1                        | 东洋电机制造 RG6007-B-M  | 纳博特斯克 拖车：CF-32 动车：CF-33      |
| 2号线  | 6B                        | 80km/h   | 一期             | 2010-2012 | 201-232                                               | 32列                   | 共70列 | 中车青岛四方 | 中车青岛四方 | 众合科技 安萨尔多STS | 湘潭电机 YQ-190-1                        | 东洋电机制造 RG6016-A-M  | 中国铁科院 EP-08                        |
| 2号线  | 6B                        | 80km/h   | 二期             | 2013-2014 | 233-242                                               | 10列                   | 共70列 | 中车青岛四方 | 中车青岛四方 | 众合科技 安萨尔多STS | 湘潭电机 YQ-190-1                        | 东洋电机制造 RG6016-A-M  | 中国铁科院 EP-08                        |
| 2号线  | 6B                        | 80km/h   | 三期             | 2014-2015 | 243-260                                               | 18列                   | 共70列 | 中车青岛四方 | 中车青岛四方 | 众合科技 安萨尔多STS | 湘潭电机 YQ-190-1                        | 东洋电机制造 RG6016-A-M  | 中国铁科院 EP-08                        |
| 2号线  | 6B                        | 80km/h   | 三期增购         | 2019-2021 | 261-270                                               | 10列                   | 共70列 | 中车青岛四方 | 中车青岛四方 | 众合科技 安萨尔多STS | 湘潭电机 YQ-190-1                        | 湘潭电机 （型式不明）    | 中国铁科院 EP-08                        |
| 3号线  | 6B                        | 80km/h   | 一期             | 2014-2016 | 301-324                                               | 24列                   | 共72列 | 中车长春客车 | 中车长春客车 | 交控科技             | 阿尔斯通 4ECA-2120-L                     | 阿尔斯通 OptONIX 1500    | 纳博特斯克 Tc：CF-63 Mp：CF-64 M：CF-65 |
| 3号线  | 6B                        | 80km/h   | 二期、三期       | 2018      | 325-372                                               | 48列                   | 共72列 | 中车长春客车 | 中车长春客车 | 交控科技             | 阿尔斯通 4ECA-2120-L                     | 阿尔斯通 OptONIX 1500    | 纳博特斯克 Tc：CF-63 Mp：CF-64 M：CF-65 |
| 4号线  | 6B                        | 80km/h   | 一期             | 2013-2015 | 401-427                                               | 27列                   | 共62列 | 中车长春客车 | 中车长春客车 | 卡斯柯               | 阿尔斯通 4ECA-2120-L                     | 阿尔斯通 OptONIX 1500    | 中国铁科院 EP-08                        |
| 4号线  | 6B                        | 80km/h   | 二期             | 2016-2017 | 428-454                                               | 26列                   | 共62列 | 中车长春客车 | 中车长春客车 | 卡斯柯               | 阿尔斯通 4ECA-2120-L                     | 阿尔斯通 OptONIX 1500    | 中国铁科院 EP-08                        |
| 4号线  | 6B                        | 80km/h   | 二期增购         | 2017      | 455-462                                               | 9列                    | 共62列 | 中车长春客车 | 中车长春客车 | 卡斯柯               | 阿尔斯通 4ECA-2120-L                     | 阿尔斯通 OptONIX 1500    | 中国铁科院 EP-08                        |
| 5号线  | 8A                        | 80km/h   | 一期、二期       | 2018-2019 | 5001-5062                                             | 62列                   | 62列   | 中车长春客车 | 成都中车长客 | 交控科技             | 阿尔斯通 4ECA-2120 系列 （具体型式不明） | 阿尔斯通 OptONIX 1500    | 纳博特斯克                              |
| 6号线  | 8A                        | 80km/h   | 一期、二期、三期 | 2019-2020 | 6001-6108                                             | 108列                  | 108列  | 中车青岛四方 | 中车成都机车 | 众合科技 安萨尔多STS | 新誉庞巴迪 （型式不明）                  | 新誉庞巴迪 MITRAC TC1110 | 纳博特斯克                              |
| 7号线  | 6A                        | 80km/h   | 一期             | 2016-2017 | 701-744                                               | 44列                   | 44列   | 中车青岛四方 | 中车成都机车 | 卡斯柯               | 新誉庞巴迪 （型式不明）                  | 新誉庞巴迪 MITRAC TC1110 | 克诺尔 EP-2002                          |
| 7号线  | 6A                        | 80km/h   | 一期增购         | 2020      | 745-754                                               | 10列                   | 10列   | 中车青岛四方 | 中车成都机车 | 卡斯柯               | 新誉庞巴迪 （型式不明）                  | 新誉庞巴迪 MITRAC TC1110 | 克诺尔 EP-2002                          |
| 8号线  | 6A                        | 80km/h   | 一期             | 2019-2020 | 8001-8043                                             | 43列                   | 43列   | 中车长春客车 | 中车成都机车 | 交控科技             | 新誉庞巴迪 （型式不明）                  | 新誉庞巴迪 MITRAC TC1110 | 纳博特斯克                              |
| 9号线  | 8A （GoA4級無人駕駛）     | 100km/h  | 一期             | 2019-2020 | 9001-9025                                             | 25列                   | 25列   | 中车长春客车 | 中车成都机车 | 卡斯柯               | 阿尔斯通 4ECA-2120 系列 （具体型式不明） | 阿尔斯通 OptONIX 1500    | 克诺尔 EP-2002                          |
| 10号线 | 6A                        | 100km/h  | 一期             | 2016-2017 | 1001-1006                                             | 6列                    | 共46列 | 中车青岛四方 | 中车成都机车 | 众合科技 安萨尔多STS | 新誉庞巴迪 （型式不明）                  | 新誉庞巴迪 MITRAC TC1110 | 克诺尔 EP-2002                          |
| 10号线 | 6A                        | 100km/h  | 二期             | 2018-2019 | 1007-1046                                             | 40列                   | 共46列 | 中车青岛四方 | 中车成都机车 | 众合科技 安萨尔多STS | 株洲电机 YQ-190 系列 （具体型式不明）    | 中车时代 TGA-23F (JP1)   | 克诺尔 EP-2002                          |
| 17号线 | 8A （17、18號線共通款式） | 140km/h  | 一期             | 2019-2020 | 17001-17013、 17019、 17020                           | 15列                   | 15列   | 中车青岛四方 | 中车成都机车 | 卡斯柯               | 新誉庞巴迪 （型式不明）                  | 新誉庞巴迪 MITRAC TC1120 | 暂时不明                                |
| 18号线 | 8A （17、18號線共通款式） | 140km/h  | 一期、二期       | 2019-2020 | 18001-18031                                           | 31列                   | 31列   | 中车青岛四方 | 中车成都机车 | 卡斯柯               | 新誉庞巴迪 （型式不明）                  | 新誉庞巴迪 MITRAC TC1120 | 暂时不明                                |
| 19号线 | 4A、8A                    | 160km/h  | 二期             | 2022      | 19001-19045 （4輛編組） 19801-19809 （8輛編組，預留） | 4輛編組45列 8輛編組9列 | 共54列 | 中车青岛四方 | 中车成都机车 | 卡斯柯               | 新誉庞巴迪 （型式不明）                  | 新誉庞巴迪 MITRAC TC1120 | 暂时不明                                |

### 主题列车

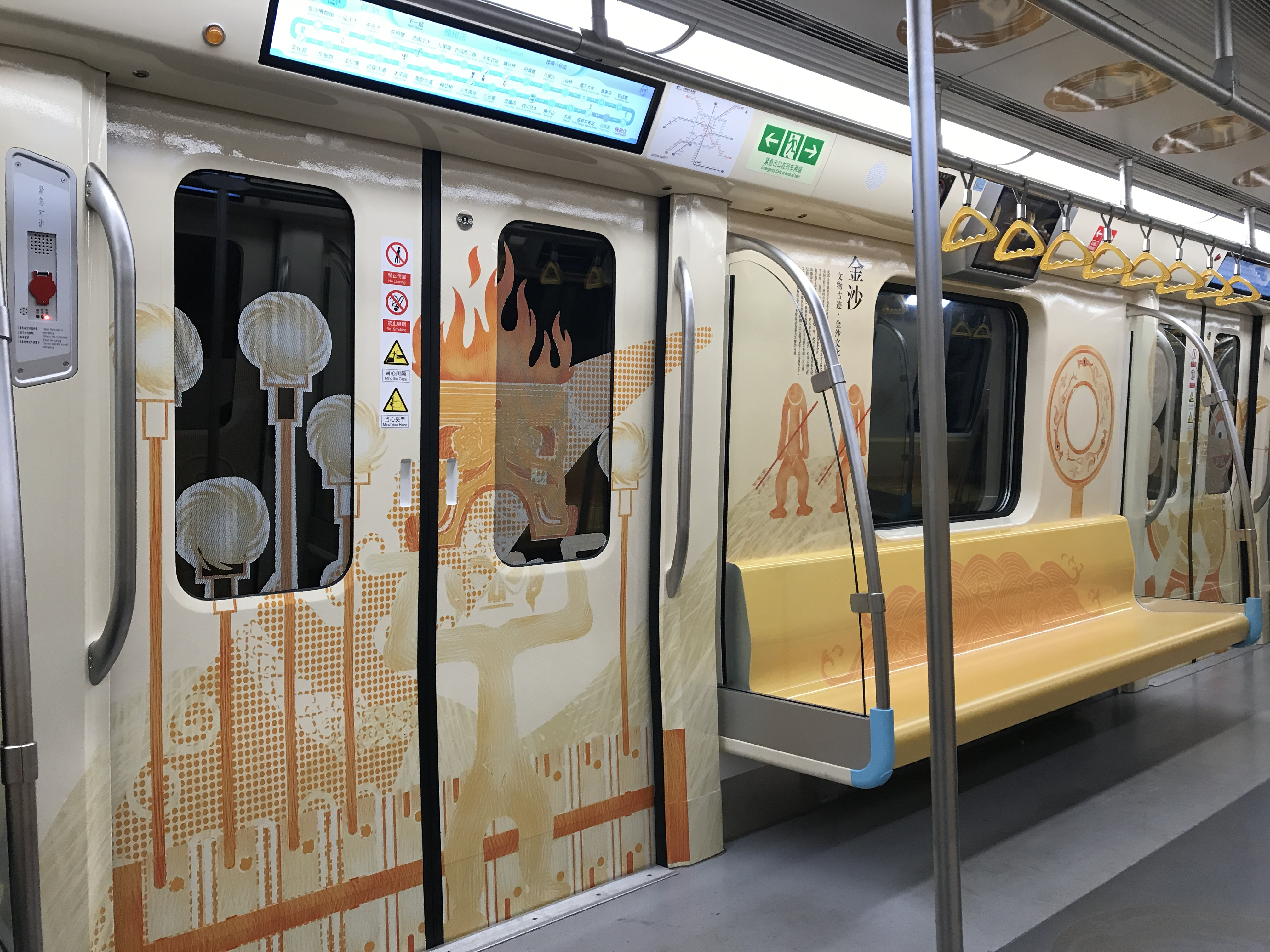
7号线“多彩的金沙王国”主题列车内部

自2014年6月10日，成都地铁首列主题文化列车“廉洁文化号”专列上线以来，成都地铁结合各条线路自身的特色相继打造了“青创号”、“盼达号”等一系列主题列车，意在让地铁车辆成为成都城市形象的展示窗口和城市文化的传播载体。
截至2018年，成都地铁运营的各条线路均有主题列车，大部分非常设列车的上线时间为一个月。乘客可通过成都地铁官方APP查询主题列车所在位置，便于搭乘。
| 名称                      | 上线时间                     | 线路   | 特色 |
| ------------------------- | ---------------------------- | ------ | --- |
| 廉洁文化号                | 2014年6月10日                | 1号线  | 成都地铁主题列车的“老大哥”，浑身上下可谓充满着巴蜀“廉味”，穿行成都南北的它不仅伴随成都市民的日常出行，还生动地诠释了“廉洁成都·你我同行”的理念。 |
| 文明成都                  | 2014年10月26日~              | 2号线  | 常设列车。以代表正能量及中国风的红色为主色调，通过通俗的宣传语及先进人物的展示，向社会公众传递社会主义核心价值观，树立“成都好人”的品牌。 |
| 升级版 廉洁文化号 （132） | 2015年7月25日                | 1号线  | 1号线南延线首发列车，主色调采用象征环保的绿色，通过通俗的宣传语和9幅海报，向社会公众传递廉洁价值理念。 |
| 菁蓉号                    | 2015年12月26日~              | 4号线  | 常设列车。车厢内介绍成都“创业天府”行动计划及青年创客荟相关内容，车内标志图形以乘车站点、线路与创业为提炼基础，寓意创业就像一次乘车旅行的经历，有人中途下车、也有人一路到底，鼓励青年创业精神。 |
| 盼达号 （326）            | 2016年7月31日~               | 3号线  | 常设列车。盼达寓意熊猫，车内有熊猫座椅、熊猫头形拉环及看板、竹节立柱以及熊猫海报、主题墙画、地板有熊猫脚印，车厢外侧有粉红色熊猫头形车窗造型，整体以清新、温暖、萌动的氛围传播成都的熊猫文化。 |
| 工人先锋号                | 2016年9月23日~               | 1号线  | 常设列车。以“中国梦·劳动美”为主题，是全国首班礼赞劳动美的地铁专列，各车厢分别展示了成都市先进单位、班组、各级劳动模范、优秀技能选手、优秀工作室等单位和个人代表的先进事迹，意在社会中营造崇尚劳动的氛围。 |
| 童年记忆                  | 2017年6月5日~                | 1号线  | 常设列车。由成都地铁集团和四川省生态环境宣传教育中心共同打造，是中国西部首列环保主题专列，将川剧变脸、熊猫、盖碗茶、耙耳朵等四川元素与环保主题紧密关联，利用童年这份共同的记忆，唤醒每个人心中的纯净，争做环境保护的共建者与受益者。 |
| 最成都（1001）            | 2017年9月6日~                | 10号线 | 常设列车。对“大熊猫与青城山”“盖碗茶与西岭雪山”“火锅与廊桥”“辣妹子与宽窄巷子”等元素进行融合，形成四幅“最成都”主题图案，再配上银杏叶形状拉手、芙蓉花贴和古风画框，宣传成都特色的旅游文化。 |
| 金沙文化号（716）         | 2017年12月6日                | 7号线  | 车厢内部主色调为金色，以金沙遗址的太阳、神鸟、眼睛三大图腾符号及其他重要文物为元素，融入车体、车窗、把手椅背等细节设计，意在地铁车厢内打造出一个移动的小型“金沙博物馆”。 |
| 中国很赞号                | 2018年3月17日                | 7号线  | 以红色、黄色、蓝渐变色为主色调，融入祥云、中国结、竹等中国古典装饰纹样，呈现了移动支付、共享交通等“中国新发明”，地贴展现桥梁、城市地标和山川，以激发乘客的爱国情怀。 |
| 开往春天的地铁            | 2018年3月19日~4月19日        | 2号线  | 车厢内以粉色桃花为主题，分别呈现“桃花盛开”、“桃源奇景”、“世外桃源”等意境，传递成都春天的韵律，展现成都加快农村发展、推动城乡融合的创新成果，彰显天府文化的魅力。 |
| 书香号                    | 2018年4月23日~               | 1号线  | 常设列车。以“中国书籍演变史”为主题，按照“甲骨、简牍、缣帛、石经、纸书、未来之书”的脉络，融入金沙、三国、草堂、蜀锦、文化名人等成都元素，将经典书籍贯穿其中，展现中国阅读传统，营造书香氛围。 |
| 蓉漂·人才                 | 2018年4月28日~               | 1号线  | 常设列车。专列主题为“‘蓉漂’快上车！来成都的66个理由”，专列采用孟菲斯设计风格，以红黄相间配色，并将塔子山公园、青城山、银杏等成都标志性元素，以及成都作为“一带一路”、长江经济带建设重要支点城市的图案融合在车厢中。 |
| 蓉漂·人才                 | 2018年4月28日~               | 7号线  | 专列主题为“‘蓉漂’说”，采用“成都红”“创新蓝”“川渝绿”为主色调，以波普艺术风格提炼“蓉漂”人群的各种形态，彰显成都这座城市的活力与时尚。 |
| 蓉漂·人才                 | 2018年4月28日~               | 10号线 | 专列主题为“创新之都，‘蓉’我圆梦”，车厢采用红蓝两种主色调，红色以解读成都城市魅力为主题，展现出成都传统与现代的融合，蓝色部分则以电子信息技术和人工智能为主题，代表成都在现代产业和电子信息方面的成就。 |
| 法治号                    | 2018年5月9日                 | 2号线  | 用不同的元素表达法治的作用，以竹子和红绿灯诠释文明出行；用笑脸和“福”字，诠释家庭美满；以竹子做成的伞为大熊猫遮风挡雨，诠释环境秀美。地铁车门处贴以剪纸创作的门神，表达“法治守护每一扇通往幸福的大门”。 |
| 南丝路                    | 2018年8月15日                | 1号线  | 以卓文君和司马相如的卡通形象，带领乘客踏上了南方丝绸之路之旅。邛窑、邛酒、天台山、平乐古镇、邛崃巷子、邛茶走廊等元素融汇其中，让乘客充分领略到邛崃的历史文化和独特魅力。 |
| 安安号                    | 2018年9月16日~10月16日       | 1号线  | 以小清新浅蓝为主色调，既贯穿了“网络星球”的设计概念，也呼应网络安全宣传周的主调蓝色，营造出浓郁的科技感氛围。在每一节对应的主题车厢内，“安安”身着六种主题制服，为乘客们带来不同类别的网络安全知识。 |
| 蓉蓉号                    | 2018年10月5日~11月5日        | 1号线  | 专列主题为“2018年全国大众创业万众创新活动周”，以蓝色为主色调，车厢内部各处也进行了特色点缀，“双创”周吉祥物“蓉蓉”的身影坐落于车厢各处角落。 |
| 蓉蓉号                    | 2018年10月7日~11月7日        | 2号线  | 专列主题为“2018年全国大众创业万众创新活动周”，以明快的蓝色为主色调，车厢内部的地面、顶部、车厢壁、拉手、座位侧面等地方，都进行了全新装点。“蓉蓉”的形象是一只佩戴着哈雷风镜的有不同颜色、不同造型的熊猫。 |
| 菁蓉汇号                  | 2018年10月7日~11月7日        | 4号线  | 专列主题为“2018年全国大众创业万众创新活动周”，为桔黄色系，“菁蓉汇”的字样出现在地板上、车厢内壁等处，非常醒目，“成都高新菁蓉汇，双创升级新空间”等励志标语也特别醒目。 |
| 壮壮号                    | 2018年10月7日~11月7日        | 10号线 | 专列主题为“2018年全国大众创业万众创新活动周”，整体色彩则为绿色。“壮壮”是2017年全国“双创周”的吉祥物，以稀有、勤劳、进取的独角兽为原型，来体现创业者的探索钻研精神。 |
| 唤醒号                    | 2018年11月5日~12月5日        | 1号线  | 六节车厢分为六个唤醒实验站，分别唤醒大众对时尚的“洞察力”“创造力”“吸引力”“记忆力”“想象力”以及“成都力”，通过每个车厢主题全维度地唤醒乘客的“时尚基因”。 |
| 卡通号                    | 2018年12月15日~2019年1月15日 | 7号线  | “卡通号”里色彩斑斓的各节车厢内，分别分布了各类卡通主题，活泼可爱的卡通形象遍布车顶、车门、地板等位置。HelloKitty、酷企鹅、大眼蛙，蛋黄哥、POCHACOO、AP鸭6位卡通人物都拥有自己的专属车厢，将陪伴每一位乘客度过城市里的短暂旅途。 |
| 升级版盼达号（305）       | 2018年12月26日               | 3号线  | 延续使用“盼达号”的憨萌大熊猫形象，以绿色为基调，将大熊猫繁育研究基地优美的自然风光、山、水、竹笋等元素抽象化地运用到车厢背景中，渐变明亮的绿色带来清新自然的感觉。车头结合成都地铁LOGO精心设计了熊猫面部造型，既突出了熊猫外形的特点，又彰显出独特的天府文化和地铁文化。                                                                                                   |
| 空港双流号                | 2018年12月26日               | 3号线  | 走进列车车厢，仿佛搭上了一架正在航行的班机：展板以飞机窗口为灵感，贯穿整个列车；透过一扇扇“窗口”，乘客可在车厢里“俯瞰”双流各色美景。六节车厢分为6大板块，从不同的视角展现双流区的独特魅力。 |
| 建设者之歌                | 2018年12月26日               | 3号线  | 作为向成都轨道交通建设者致敬的主题列车，“建设者之歌”通过独特的视觉设计和丰富的主题内容，展现出轨道交通建设者精耕细作的工作风采。列车的头尾两节车厢地面铺设轨道画面，并在轨道两侧标注了3号线建设的重要节点，中间车厢则利用顶部、两侧地面组合成圆状视觉,营造出抽象的隧道感，让乘客仿佛置身隧道空间。                                                                         |
| why                       | 2019年3月11日                | 1号线  | 不论是车厢内悬挂的展板、地面喷绘，还是车厢连接墙均分布有简单易懂的小贴士、形象逼真的科普画面，整辆列车弥漫着浓浓的科普气息。6节车厢被划分为航天航空、灾难与防护、海洋与环境、四川动植物、生活、建筑与交通设计6大板块，让人身临其境感受氛围。 |
| 平安号                    | 2019年3月12日                | 7号线  | 主题列车以海洋蓝为主色调，配以生动有趣的安全漫画和醒目上口的安全标语，营造出简洁、明快、轻松的氛围。漫画和标语分布在车厢内展板、地面和连接处，通过点线面的巧妙搭配，便于乘客在搭乘地铁时了解公共安全知识，树立公共安全、人人有责的意识。 |
| 守护号                    | 2019年4月2日~5月2日          | 1号线  | 这是全国首列以“保健”市场乱象整治为主题的宣传列车，6节车厢被划分为六大主题板块，每一个板块都介绍了一种“保健”市场上常见的行骗套路。 |
| 流动博物馆                | 2019年9月18日~12月31日       | 7号线  | 由成都轨道集团与新华通讯社、四川省建川博物馆、中车成都公司共同打造，精心挑选了1949-2019年的300多张重要历史照片和文物复印件，通过时间长廊的设计，将新中国，特别是四川、成都70年的奋斗史和普通人衣食住行的巨大变化逐年呈现。 |
| 青羊追梦号                | 2019年9月22日~10月22日       | 1号线  | 6节车厢围绕“我爱你祖国”“文博青羊”“非遗传承”“少城记忆”“财富基因”“新城崛起”六个方面，以简约明快的创作风格，勾勒出70年来青羊区的经济社会发展，彰显青羊区开放、人文、现代、优美的独特城市气质。 |
| 金牛号                    | 2019年9月29日                | 7号线  | 每节车厢的车顶都以“我们的70年”为主题，展示了1949年以来金牛区发生的重大事件。六节车厢分别以“爱在金牛”、“科技金牛”、“商贸金牛”、“文旅金牛”、“轨道金牛”、“健康金牛”为主题，展现金牛区取得的产业成就。 |
| 文明号                    | 2019年11月18日               | 3号线  | 6节车厢划分为6个不同板块，分别列举了安检、过闸、站厅、候车、乘车区域全出行流程中的不文明行为，同时正面展现文明乘车行为引导乘客文明出行。采用手绘漫画与软性引导式文案相结合的展现形式，让乘客在畅游趣味漫画的同时，主动提升文明出行意识。 |
| 城市英雄                  | 2019年11月19日               | 1号线  | 聚焦成都的道德模范和新时代好少年，用海报、简介的形式向大家展示他们的形象和事迹，在潜移默化中引导市民认识身边的“城市英雄”，学习他们的事迹和精神，进而形成见贤思齐的良好社会风尚。 |
| 大运号（5056）            | 2019年12月27日               | 5号线  | 列车以“在成都，成就每一个梦想”为主题，使用红、绿、蓝、黄四种大运会色彩作为车体主色调，在车厢内融合大运会U型标志、银杏、大运竞技项目与成都地标景观来抽象出车厢装饰画，并在看板处展示大运知识、口号、吉祥物等，向市民宣传2021年成都大运会。 |
| TOD号（5005）             | 2019年12月27日               | 5号线  | 列车以橙色为主色调，在车体装饰上加入了天府文化和成都元素，传播TOD“创新、协调、绿色、开放、共享”的发展理念。 |
| 新津号                    | 2019年12月27日               | 10号线 | 新津号全车以蓝色和绿色为主色调，采用莫奈的印象派油画风格，在车厢内展示了新津县公园城市的城镇风光以及绚烂多彩的自然景观，为乘客展现新津的区域风貌和发展前景。 |
| 青春快线（154）           | 2020年1月1日                 | 1号线  | 青春快线主题列车由中国共青团四川省委与成都地铁合作打造，全车分为思想引领、创新创业、志愿服务、婚恋交友、职业发展、全团带队六个主题，并使用六种不同颜色辅以手绘画面进行装饰，希冀营造出一个成都市青少年的移动“青春驿站”。 |
| 蓉漂人才日                | 2020年4月25日                | 1号线  | 2020年“蓉漂人才日”主题列车以新冠疫情背景下国有企业扩大招聘的“才聚蓉城、国企当先”为主题，采用蓝色为车厢主色调，寓意人才前途的一片蓝海；变形彩虹飘带贯穿全车，寓意“蓉漂”人才在成都国企绽放自己的绚丽人生。全车六节车厢还采用成都六家典型国企的品牌色进行装饰，鼓励“蓉漂”人才扎根成都国企。                                                                                   |
| 燃梦                      | 2020年8月15日                | 2号线  | 六节车厢的主色调以大运会会徽为基底，融入多彩渐变色条，寓意成都热情、活力、时尚的绚烂生活与大学生的斑斓青春，同时也与本届大运会会徽颜色大红、明黄、翠绿、湖蓝四个渐变色一脉相承。在设计里还掩映了代表天府之国城市地标印记的剪影，如望江楼、天府塔、环球中心、丹景台等，见证城市发展的变迁，彰显成都这座历史文化名城的魅力。                                                 |
| 科普熊猫号                | 2020年9月1日~12月1日         | 1号线  | 科普熊猫号由成都地铁与成都市科协合作打造，是成都地铁的第三组科普主题列车，以象征科技的蓝色、象征梦幻的紫色与象征生态的绿色为主基调。六节车厢分别按照“智慧城市”、“5G时代”、“生命健康”、“生态环境”、“科技成就”、“科幻之都”六大主题设计，展现了科普、科技、科幻三者的神奇瑰丽，在潜移默化中提升乘客的科普素质。                                                               |
| 建设号                    | 2020年9月27日                | 18号线 | 通过“时光篇”“揭秘篇”“无闻篇”和“华丽篇”等4个篇章的列车装饰贴纸广告，全景再现了成都轨道建设15年来的光辉历程和轨道建设者们的辛勤付出，为广大市民打开了一扇城市轨道交通的“建设窗口”。此外还集中展示了网友对成都轨道建设的感言，其中既有轨道建设参与者的心路历程和豪迈情怀，更有普通市民对轨道建设的理解支持和加油点赞，展现了一幅“轨道城市人民建，建设轨道为人民” 的生动画卷。 |
| 奋进号                    | 2020年10月17日               | 1号线  | 该主题列车以多媒体手段集中展示了四川高原藏族聚居区、大小凉山彝区、秦巴山区、乌蒙山区脱贫前后的图片和视频，是四川省脱贫攻坚成果的一次集中展现。 |
| 天府龙芽号                | 2020年12月14日               | 1号线  | 以“银杏黄”为主色设计，旨在借助地铁媒介平台强大的传播力，传播四川茶文化，在寒冬为乘客带来一阵暖意。 |
| 知乎号                    | 2020年12月29日               | 1号线  | 由成都轨道集团与知乎共同打造，以“与成都共生长”为主题，采用“互联网+地铁”的跨界玩法，通过知乎式问答给出成都十年进击之路的种种答案。 |

### 制冷设施

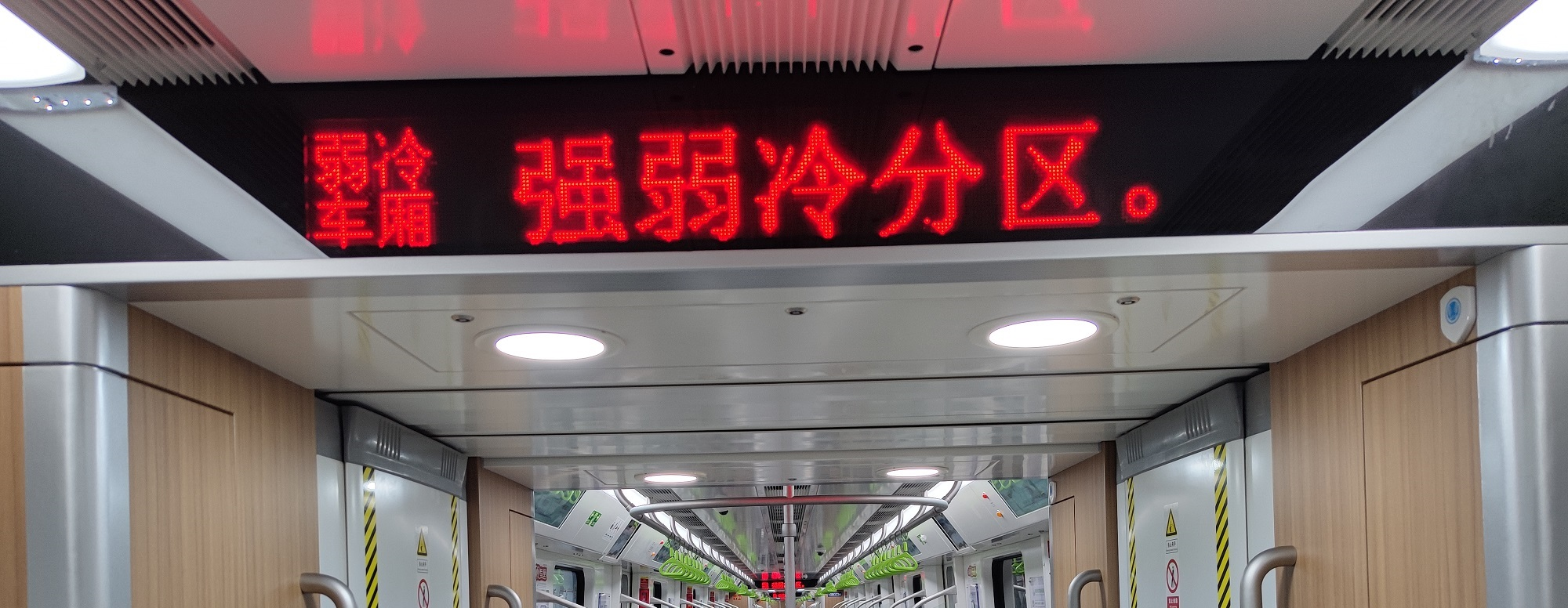
8号线车厢内的弱冷提示

成都地铁率先在5号线上试点分区控制的空调制冷功能，即实行“强冷”“弱冷”分区车厢。乘客可在站内屏蔽门上标识、车厢连接处的LED显示屏上查看车厢制冷情况。截至2022年4月，除1号线外，其他11条线路均已实行“分区控温”。

## 导视系统

### 线网图
成都地铁在车站购票处、站内等候区、车厢内等设有多种线网示意图，包括实际走向示意图（已停用）、变形线网示意图、票价示意图等。在一些特殊车站（如铁路客运站）也设有包含景点信息等特殊元素的线网图。车厢内采用的变形线网示意图原先设立于车厢上方和车厢内广告牌上，后因线网扩张、线路图版图需要而取消了车厢上方的设置，后来又在车内玻璃上加设透明底图的变形线网示意图。
|                   |            | 先前版本 | 2017-2018版 | 2019版 | 2020版 |
| ----------------- | ---------- | -------- | ----------- | ------ | ------ |
| 票价示意图        |            |          |             |        |        |
| 站内线网示意图    |            |          |             |        |        |
| 车厢内 线网示意图 | 车厢门上方 |          |             |        | 无     |
| 车厢内 线网示意图 | 广告牌处   |          |             |        |        |
| 车厢内 线网示意图 | 车厢窗内侧 | 无       | 无          | 无     |        |

### 站内导视系统

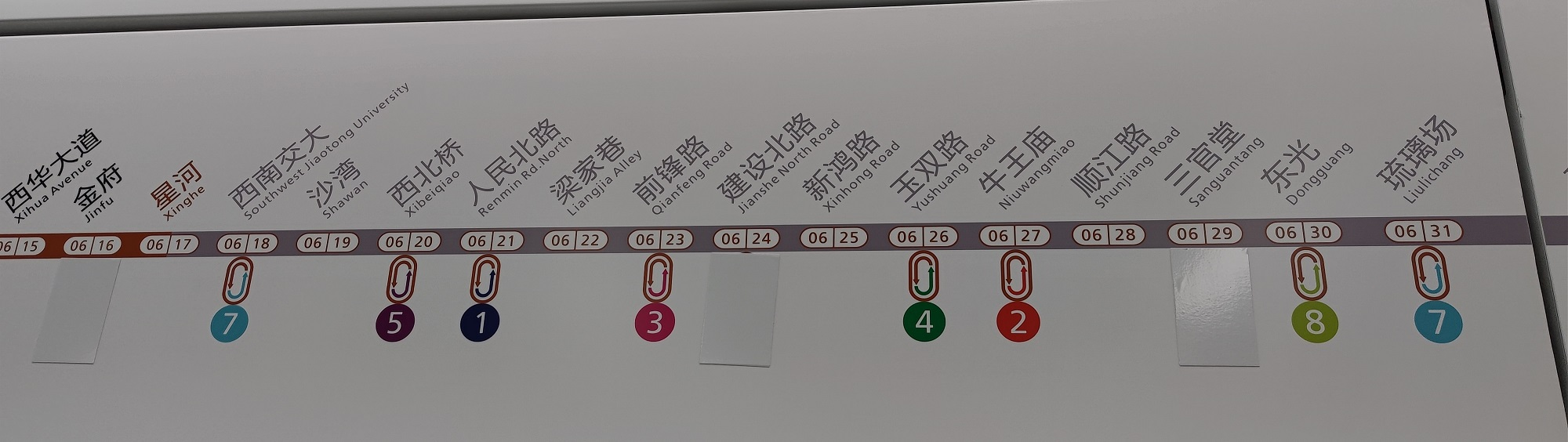
成都地铁6号线屏蔽门上方线路图上的车站数字编码

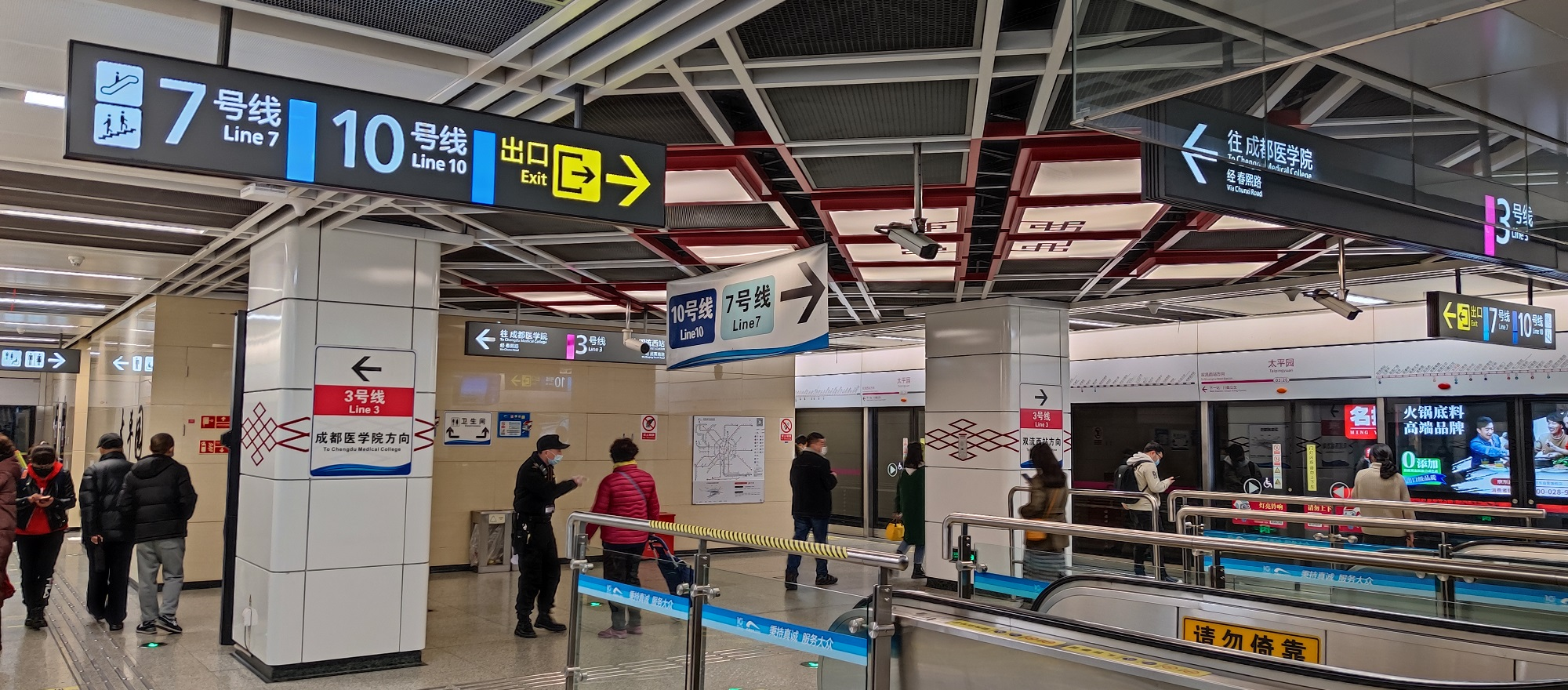
成都地铁太平园站3号线站台

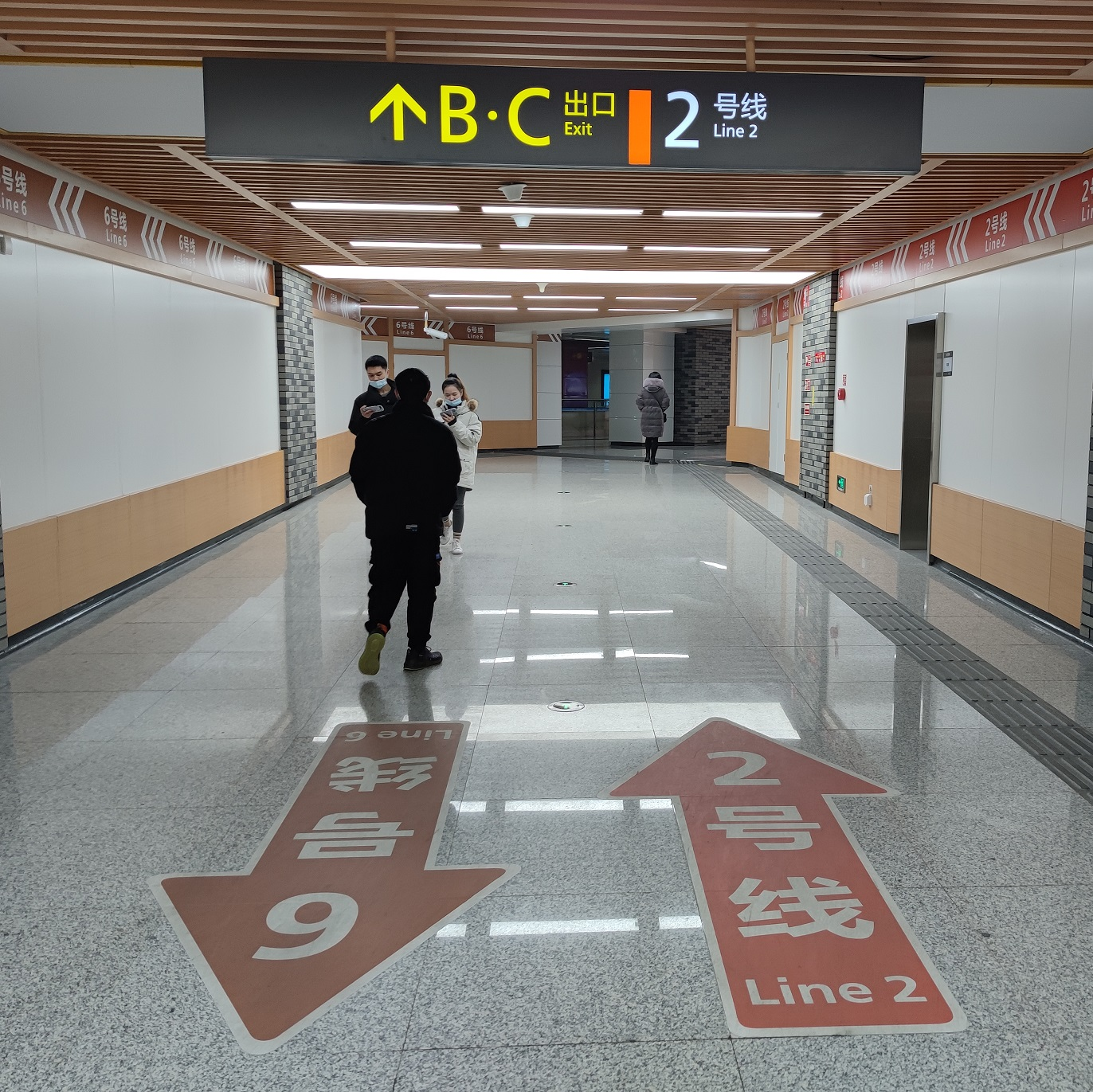
成都地铁牛王庙站，此站为2号线与6号线的换乘站，图为换乘通道

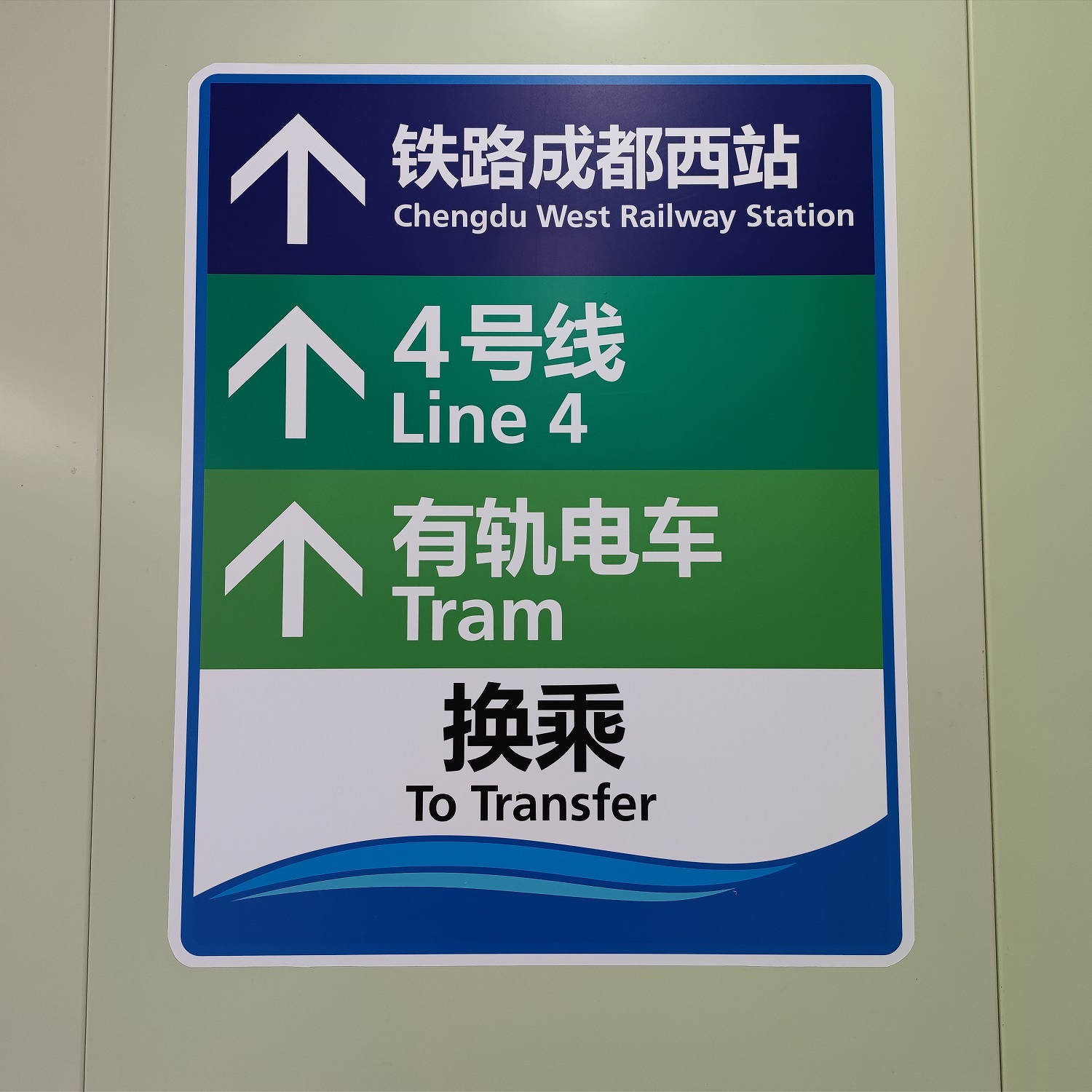
成都地铁成都西站，9号线站厅区的墙壁换乘贴纸

成都地铁的站内导视经历过多次变更。2019年，5号线和10号线二期开通，新线路采用了全新的导视系统，对包括指示灯牌、线路示意图等在内的导视风格均进行了更换。2020年，随着6号线、18号线等线路的大规模开通，成都地铁对所有站点的导视统一进行了更新，并在站外轨道交通位置标志、车站位置标志及站内大站名标志、屏蔽门上方线路图中加入了车站数字编码，编号由4位数字构成：前2位为线路代码，后两位为车站代码（顺序为从北向南、从东向西，即沿下行方向（7号线除外）依次增大；另预留部分未开通车站代码），且换乘车站每个线路分别编制车站数字编码、数字编码可随新建线路情况更改；此外，成都地铁还在部分站点试点加入了“综合信息屏”、屏蔽门上LCD显示等新型导视系统。
成都地铁在换乘站设置了丰富的换乘指引导视，包括地面箭头指示、墙壁贴纸指示、灯牌指示等。
| 初始版本 | 早期版本 | 2019版 | 2020版 |
| -------- | -------- | ------ | ------ |
|          |          |        |        |

### 车内导视系统

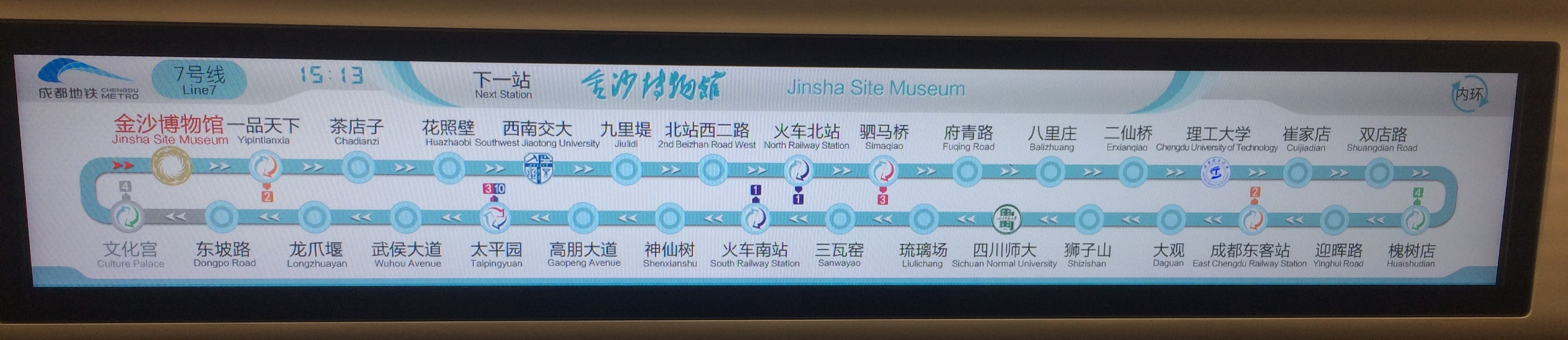
成都地铁7号线大屏LCD早期画面：线路总览

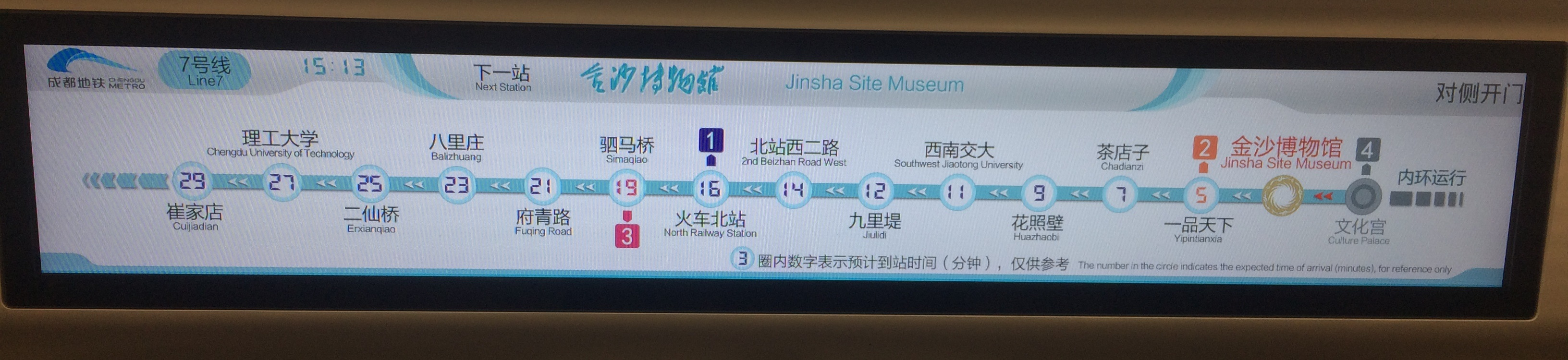
成都地铁7号线大屏LCD早期画面：前方到站预计用时

除线网图外，成都地铁在列车门上方置有车内运行线路图标志，目前主要使用三种方式：跑马灯、小屏LCD显示屏与固定线路图贴纸、大屏LCD显示屏。采用较多的是大屏LCD显示屏，优点为可清晰直观地显示当前车厢所处线路与站点的多种信息，并具有高度的调整空间。2017年，成都地铁在新开通的10号线一期与7号线上，率先运用了与微博博主“程家大老爷”合作设计的新导视系统并应用于大屏LCD显示屏上。此前成都地铁于1号线、2号线和4号线上运用了小屏LCD显示屏，但仅限于粗略示意总线路、前方到站和到站提示；而新版导视充分利用了大显示屏的优势，不仅线路图风格美观，加入了大学校徽、博物馆标志等特色内容，还加入了前方站点预计用时、到达站站点结构示意图等实用信息，受到了群众的高度评价，同时也作为示范，引起了大陆部分地铁公司对车内导视设计的重视。此后，成都地铁将这一风格的LCD显示设计沿用到后期开通的新线路之中，并加入了大小交路显示等内容；早期线路如1号线，也有部分车辆开始使用大屏LCD显示屏。17号线、18号线除车门上方的LCD大屏外，于车厢中部也设有LCD显示屏，兼具线路信息显示、广告屏和地铁电视的功能。成都有轨电车蓉2号线上也有类似的车厢中部显示屏。
下表汇总了各线路使用的现行（2020年12月后使用）版本的不同车内运行线路图标志。历史版本请于单条线路的条目中查看。
|                     | 线路总览            | 前方到站/预计用时 | 大小交路/快慢线 | 到站显示 | 备注                               |
| ------------------- | ------------------- | ----------------- | --------------- | -------- | ---------------------------------- |
| 1号线 跑马灯        |                     | 无此界面          | 无此界面        | 无此界面 | 此为2020年12月后的界面             |
| 1号线 小屏LCD       | 暂缺                | 暂缺              | 暂缺            | 暂缺     | 此版本现是否使用存疑               |
| 1号线 大屏LCD       |                     |                   | 暂缺            | 暂缺     |                                    |
| 2号线 跑马灯        | 暂缺                | 无此界面          | 无此界面        | 无此界面 |                                    |
| 2号线 小屏LCD       | 暂缺                | 暂缺              | 暂缺            | 暂缺     |                                    |
| 3号线 小屏LCD       |                     | 暂缺              | 暂缺            |          | 此为3号线二期三期工程开通后的界面  |
| 4号线 小屏LCD       |                     |                   | 暂缺            | 暂缺     |                                    |
| 5号线 大屏LCD       |                     |                   |                 |          |                                    |
| 6号线 大屏LCD       |                     |                   |                 |          |                                    |
| 7号线 大屏LCD       |                     |                   | 无此界面        | 暂缺     |                                    |
| 8号线 大屏LCD       |                     |                   | 无此界面        |          |                                    |
| 9号线 大屏LCD       | 同前方到站/预计用时 |                   | 无此界面        |          |                                    |
| 10号线 大屏LCD      | 暂缺                |                   |                 |          | 此非最新版本，可更新               |
| 17号线 大屏LCD      | 暂缺                | 暂缺              | 暂缺            | 暂缺     |                                    |
| 17号线 车厢中部LCD  | 暂缺                | 暂缺              | 暂缺            | 暂缺     |                                    |
| 18号线 大屏LCD      |                     |                   | 暂缺            |          | 天府机场1号2号航站楼站为特有标志色 |
| 18号线 车厢中部LCD  | 暂缺                | 暂缺              | 暂缺            |          | 天府机场1号2号航站楼站为特有标志色 |
| 蓉2号线 车厢中部LCD |                     |                   |                 |          | 此非最新版本，可更新               |

## 设施

### 安全设施

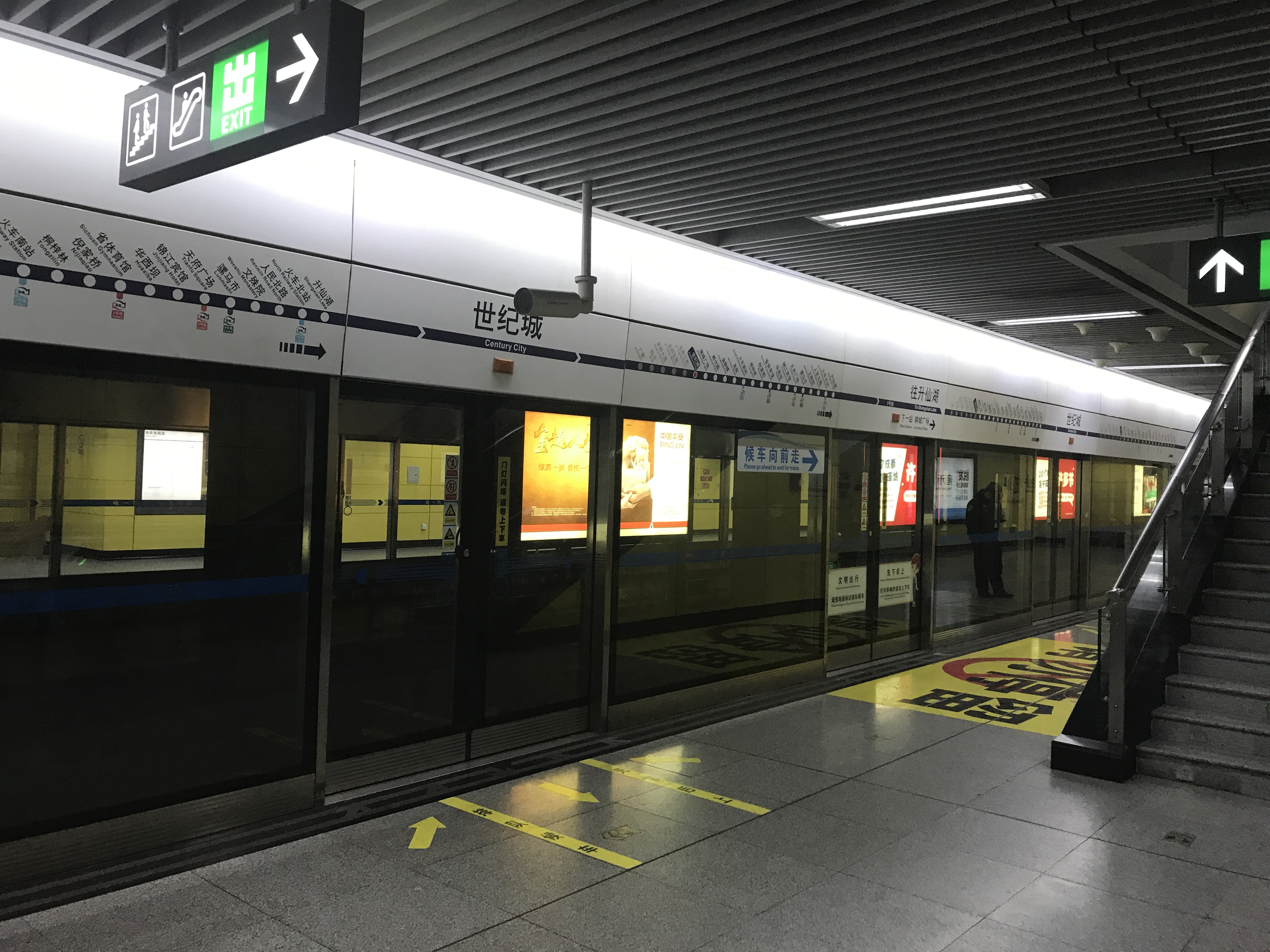
全高屏蔽门（世纪城站）

成都地铁位于地面以下的站台全部安装了全高屏蔽门，位于地面以上的站台则全部安装了半高屏蔽门。为避免上下车人员被屏蔽门夹伤，成都地铁还安装了“屏蔽门与车体间隙光电探测报警系统”，此系统用红外线探测地铁屏蔽门与车体，如果有人被夹，将立即发出声光报警提醒司乘人员，避免意外造成安全事故。
列车每节车厢配有4个灭火器，位于车内两边端部，并配备有可直接与司机对话的紧急报警器、司机室打不开车门时可使用的紧急解锁手柄、可启动消防设备的火灾报警按钮以及可以使列车制动的紧急停车按钮。车站自动扶梯处设置有扶梯紧急停止按钮，以应对紧急状况。

### 控制中心与指挥中心
截至2021年，成都地铁共设有世纪城、新苗和崔家店3个运行控制中心（OCC），负责各线路的统一调度与指挥。其中：
世纪城控制中心负责1号线、2号线、3号线和4号线；
崔家店控制中心负责5号线、6号线、7号线和8号线；
新苗控制中心一期项目负责10号线，二期项目负责9号线、17号线、18号线，未来还将负责13号线、19号线、27号线、30号线。
有轨电车蓉2号线由设在郫温定修段的郫温控制中心负责；S3线（资阳线）由设在临空车辆段的临时控制中心负责；9号线在武青车辆段、13号线在龙泉车辆段设有备用控制中心。
此外，成都地铁在崔家店停车场另设有1个线网应急指挥中心（COCC），承担对成都地铁其他所有线路的线网指挥兼应急指挥工作，与成都地铁世纪城、新苗和崔家店3个运行控制中心（OCC）联合运转、整体协调，实现地铁线网的资源共享，及对各条线的行车组织、电力控制、设备维修、信息收发、施工组织等各方面的统一调度与指挥。

### 车辆基地
截至2021年，成都地铁共有25个车辆基地正在运行，8个车辆基地正在建设。

## 管理

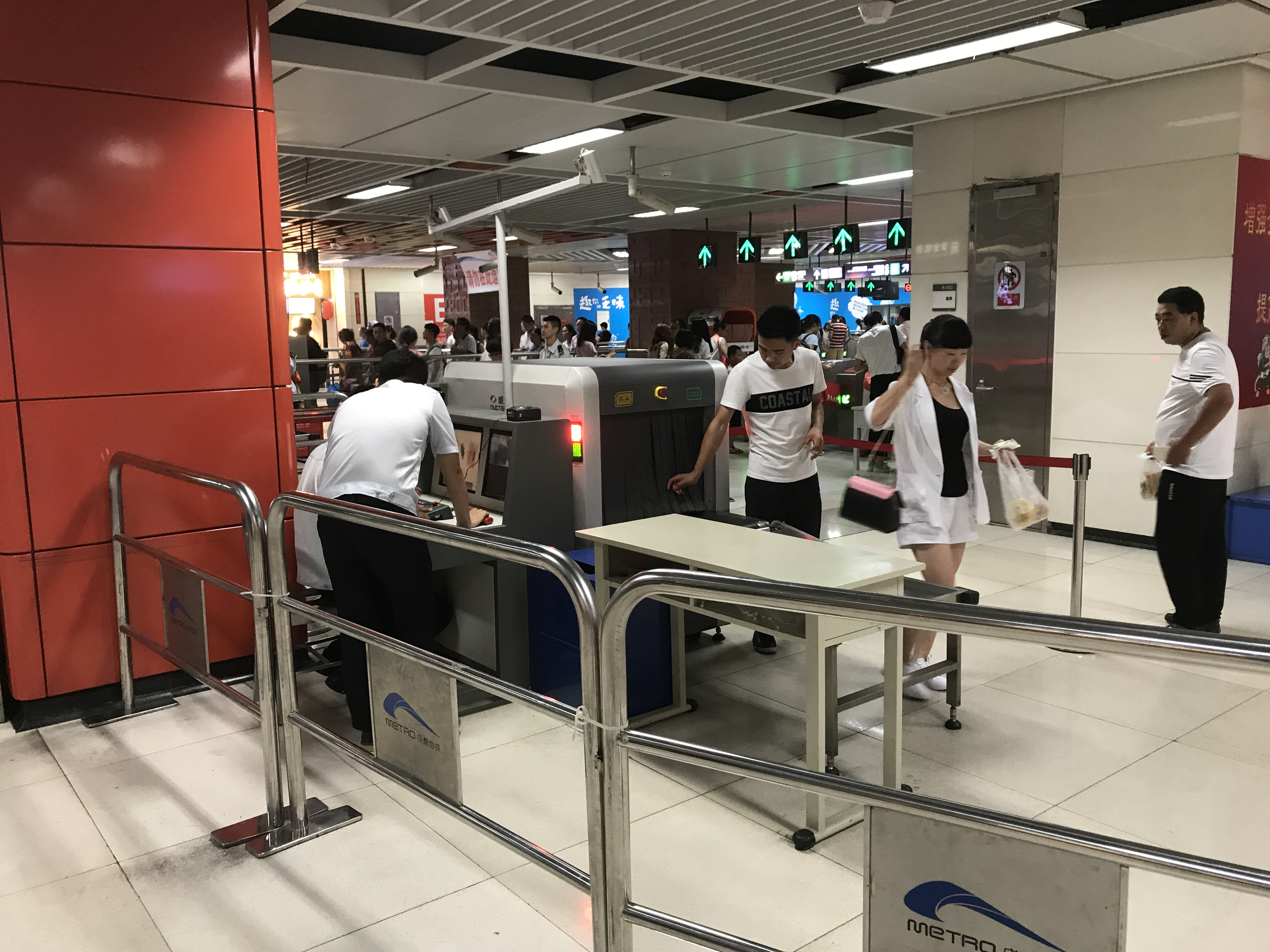
安检（摄于春熙路站）

### 线路分工
成都地铁各线路由成都地铁运营有限公司下属各分公司负责运营。
- 运营一分公司负责1、5、8号线；[146]
- 运营二分公司负责2、4、7、10号线；[147]
- 运营三分公司負責9、17、18號線；[148]
- 运营四分公司负责3、6号线。[149]

### 安全检查
乘坐地铁的乘客的行李须接受X光机的检查，除此之外饮用水会受到单独的检查。

### 相关规定
成都地铁规定乘客不得进食，违者可处以50至200元罚款。
不得携带进站乘车的物品有易燃类生活用品、管制刀具、气球。酒类携带标准为非散装，包装完好且酒精度不大于56度的酒类。

## 票务

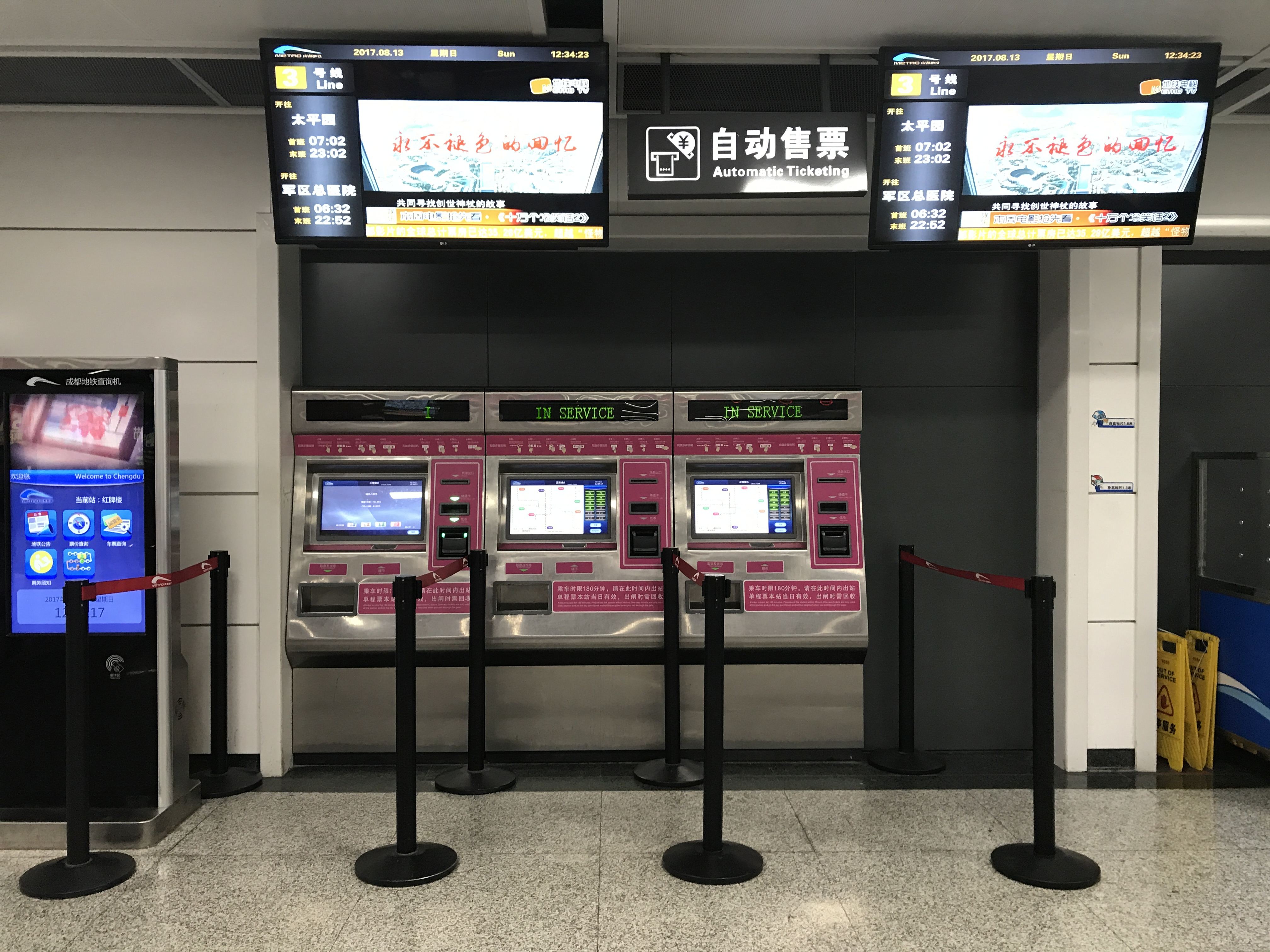
自动售票机（红牌楼站）

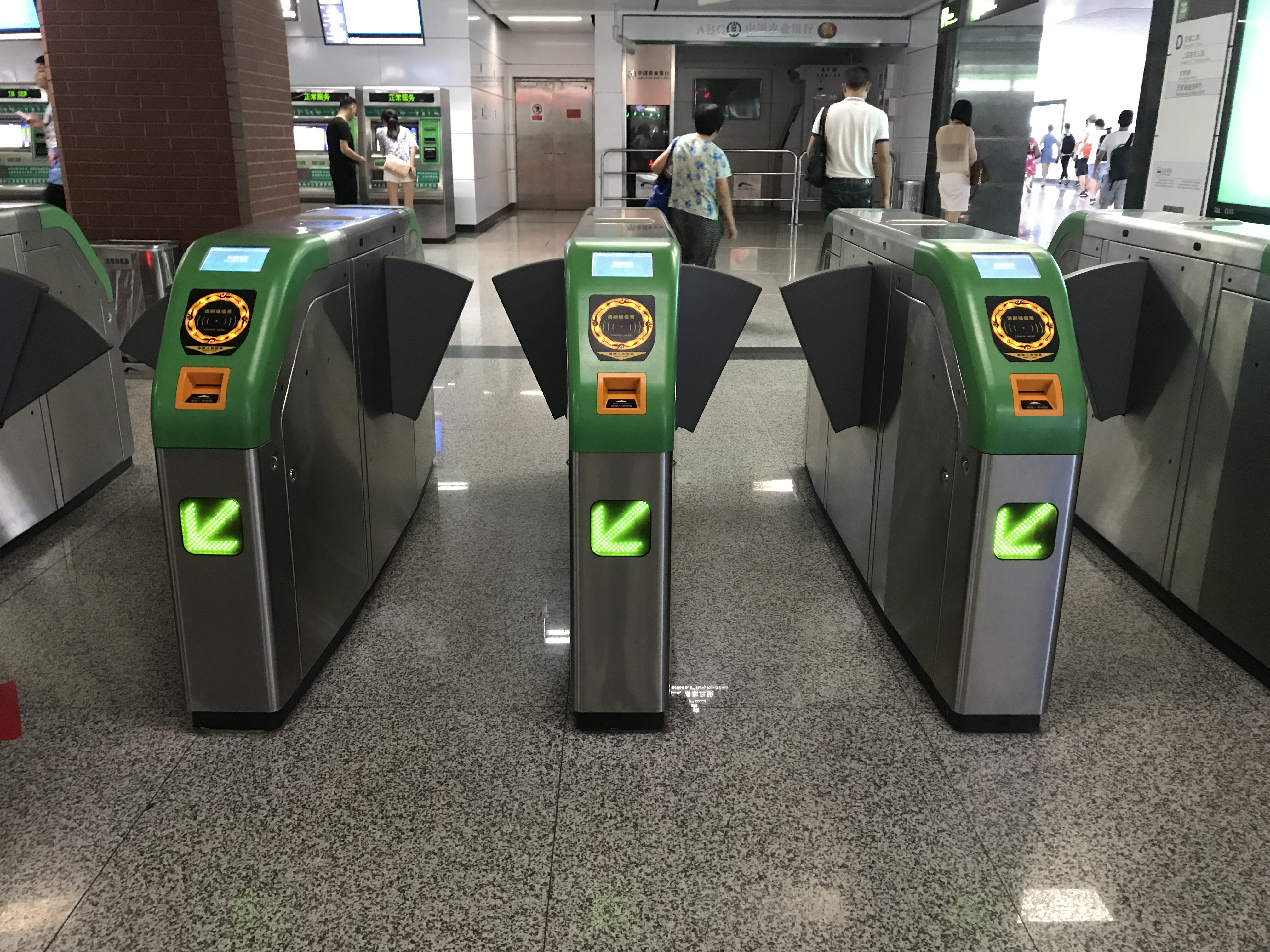
闸机（双桥路站）

### 票价
成都地铁现在采用计程计时票制。
2010年9月27日至2017年6月1日，成都地铁曾采用基本票价2元起价的区间计价制，2元可乘坐6个区间，3元可乘坐10个区间，4元可乘坐16个区间，之后每增加1元可多乘坐8个区间。乘客单次乘车在车站付费区内可以停留的最长时间为120分钟。2016年10月，成都地铁举行调价听证会，拟定票价调整方案。
2017年6月2日起，成都地铁开始执行里程计价方法，起步价2元，可乘坐4公里；4至12公里范围内，每递增4公里增加1元；12至24公里范围内，每递增6公里增加1元；24至40公里范围内，每递增8公里增加1元；40至50公里范围内，每递增10公里增加1元，超过50公里之后，每递增20公里增加1元。乘客单次乘车在车站付费区内可以停留的最长时间为240分钟。
| 乘坐里程（公里） | 跳档里程（公里） | 票价（元） |
| ---------------- | ---------------- | ---------- |
| 0～4（含）       | 4                | ￥2        |
| 4～8（含）       | 4                | ￥3        |
| 8～12（含）      | 4                | ￥4        |
| 12～18（含）     | 6                | ￥5        |
| 18～24（含）     | 6                | ￥6        |
| 24～32（含）     | 8                | ￥7        |
| 32～40（含）     | 8                | ￥8        |
| 40～50（含）     | 10               | ￥9        |
| 50～70（含）     | 20               | ￥10       |
| 70～90（含）     | 20               | ￥11       |
| 90～110（含）    | 20               | ￥12       |
| 110～130（含）   | 20               | ￥13       |

以下乘客可以免费乘坐成都地铁：消防救援队伍人员、义务兵、革命伤残军人、伤残人民警察、盲人（一、二级）、重度残疾（一、二级）、特级教师（校长）荣誉证持证人等特定人群可按相关规定免费乘坐地铁，其中一级、二级盲人及重度残疾乘客的陪同人员也可享受免费乘车优惠。

### 单程车票
成都地铁采用非接触式IC卡车票，乘客可通过人工售票处或自动售票机购票，采用刷卡入闸、插卡出闸方式，出站时车票回收。车票实行一人一票制，单程票仅限当站当日有效。未使用单程票，可在购票当日当站办理退票手续，车票一经使用，概不退换。

### 天府通卡
成都天府通金融服务股份有限公司发行的IC卡，分为普通卡、学生卡和老年卡。普通卡按基本票价9折计费；学生卡按基本票价5折计费；老年卡在平日高峰时段段（即工作日的7:30—9:00及17:30—19:00，以进站时间为准）以外的任何时间乘车，每次乘车扣除免费次数3次，高峰时段（工作日7:30-9:00和17:30-19:00，以进站时间为准）内乘车按基本票价9折计费。老年卡免费次数为75次/月，超出部分按基本票价9折计费。
2018年1月1日起，成都地铁在原有天府通卡优惠基础上，针对长距离、高频次持天府通卡乘坐地铁乘客执行地铁票价累计分段优惠。每自然月内，乘客持天府通卡或天府通公司提供的其他电子支付方式乘地铁，实际消费累计金额未超过200元时，给予基本票价9折优惠；超过200元之后，自下一次乘车时起，给予基本票价6折优惠；超过400元之后，自下一次乘车时起，恢复基本票价9折优惠；乘地铁消费累计金额月底清零，次月重新累计。

### 移动支付与二维码扫码、刷脸过闸
2017年6月2日起，成都地铁在全线网人工票亭开通二维码移动支付。乘客可通过扫描支付宝或微信支付的二维码进行购票支付或充值天府通卡的操作。当年下半年，成都地铁全线网自助售票机陆续开通二维码移动支付功能。2017年起，成都地铁为实现移动扫码乘车能力，开始对全线网范围内票务、闸机系统进行改造，增设闸机扫描二维码功能。2018年6月30日，成都地铁二维码扫码过闸改造基本完成并开始进行公众体验。2019年1月8日起，成都地铁全线网车站正式开始支持天府通手机App内二维码扫码过闸。2019年5月24日，成都地铁在全线网车站闸机开通银联云闪付App内乘车二维码快捷过闸功能。2019年12月27日，成都地铁App内也增加了扫码过闸功能，用户可通过微信或支付宝支付车费并扫描二维码快速过闸。自2021年年初起，成都地铁陆续在闸机上安装由商汤科技所生产的人脸识别模块，并于9月1日正式启用。

## 服务

### 站内过街
成都地铁大部分车站付费区未隔断车站站厅，乘客可经由非付费区到达不同出入口实现站内过街。
2021年11月，成都地铁在孵化园站试行经由付费区的站内过街服务，称为“同站过街”。乘客使用电子票证出入特定闸机，即可在15分钟内免费穿过付费区，实现站内过街。
2021年12月，成都地铁将“同站过街”服务扩大至全线网14座车站实行，分别为：金融城、高新、孵化园、廖家湾、北部商贸城、高朋大道、犀浦、成渝立交、理工大学、凤溪河、黄水、花源、新津、机投桥。

### 爱心伞、紧急医药箱、手机加油站
成都地铁在天府广场站、春熙路站、中医大·省医院站、动物园站、犀浦站、茶店子客运站等换乘车站、重点车站设有爱心伞、紧急医药箱、手机加油站等便民服务措施。

### 母婴候车室
成都地铁在华西坝站和中坝站等18座车站的母婴候车室内配置有饮水机、哺乳沙发、尿布台、温奶器、加湿器、洗手液等设施。

### 无障碍出行
残疾人乘客可拨打地铁服务热线61638000，使用“预约服务”，由工作人员负责接送上车。。

### 卫生间
成都地铁线网设置有150余个卫生间，且在付费区内外均有布置。2018年为响应“厕所革命”，成都地铁四十余个卫生间进行了改造升级，并保证所有卫生间卫生纸、洗手液不断供、绝大部分卫生间提供干手机服务。

### AED
根据成都市卫生健康委员会2021年6月起草的《成都市公共场所按照配置自动体外除颤仪的工作方案》，天府广场站配有自动体外心脏除颤器（AED）。

## 事故与事件

### 建设
- 2020年4月25日，由中国电建承建的19号线二期龙港-双流机场2航站楼区间风井工地发生工业意外，损坏一架双流机场内的灣流G550公务机。[169]
- 2021年9月10日，由中国铁建和中铁十一局联合体承建的17號線二期工程建设北路站工地發生工業意外，共造成4人死亡、14人受傷，直接經濟損失650餘萬元人民幣。[170]
- 2024年6月21日，由中鐵二局施工的成都地鐵13號線小南街站自來水管爆管導致在建地鐵路面坍塌，未造成人員傷亡。坍塌事故發生後，因為事關樓棟安全，附近小區現代城3棟居民被撤離。當地部門對相關道路進行封鎖施工，自來水管、電力系統皆被暫時關停。[171]

### 运营
- 2021年5月25日运营时起至16时30分左右，8号线因珠江路至顺风上行区间隧道被外部施工损坏，临时调整为莲花站到川大江安校区站、石羊站到十里店站小交路运行，川大江安校区站至石羊站下行单线双向运行。同时，在川大江安校区站至石羊站沿途车站站外均设置免费公交接驳车。[172]

- 2022年7—8月成都市冠状病毒病疫情期间，成都地铁多个地铁车站暂停运营，出入口关闭，各次列车通过不停车。[173][174]

| 车站   | 线路        | 暂停运营日期  | 恢复运营日期 |
| ------ | ----------- | ------------- | ------------ |
| 驷马桥 | 3号线 7号线 | 2022年7月29日 | 2022年8月6日 |
| 李家沱 | 3号线       | 2022年7月29日 | 2022年8月6日 |
| 前锋路 | 3号线 6号线 | 2022年7月29日 | 2022年8月6日 |
| 府青路 | 7号线       | 2022年7月29日 | 2022年8月6日 |
| 八里庄 | 7号线       | 2022年7月29日 | 2022年8月6日 |

- 2022年8—9月成都市冠状病毒病聚集性疫情期间，成都地铁多个地铁车站出入口关闭，非换乘车站各次列车通过不停车，换乘车站各次列车正常停车，提供换乘服务。[175][176]

| 车站     | 线路        | 暂停运营日期  | 恢复运营日期  | 出入口 | 列车停车办客                 |
| -------- | ----------- | ------------- | ------------- | ------ | ---------------------------- |
| 洪河     | 2号线       | 2022年8月26日 | 2022年9月15日 | 关闭   | 否，列车通过不停车           |
| 金石路   | 6号线       | 2022年8月28日 | 2022年9月15日 | 关闭   | 否，列车通过不停车           |
| 金融城东 | 6号线 9号线 | 2022年8月28日 | 2022年9月15日 | 关闭   | 是，列车正常停车，站内可换乘 |

- 2023年7月28日17时至22时，第31届世界大学生夏季运动会开幕式期间，开幕式场馆附近的2号线书房站、界牌站暂停运营服务，双方向列车不停站通过。[177]
- 2023年8月4日17时至21时，第31届世界大学生夏季运动会闭幕式全要素演练期间，闭幕式场馆附近的1号线韦家碾站暂停运营服务。[178]
- 2023年8月8日17时至21时30分，第31届世界大学生夏季运动会闭幕式期间，闭幕式场馆附近的1号线韦家碾站暂停运营服务。[179]

## 未来扩展

### 建设中线路
截至2025年7月，成都地铁共有8个建设中的项目：第四期建设规划的10号线三期工程、13号线一期工程、17号线二期工程、18号线三期工程、30号线一期工程，成都市域铁路S5线和成都市域铁路S11线，以及成都地铁2号线改建工程处于。上述项目建成后，成都地铁将形成总长超800公里的轨道交通网络。

成都地铁规划图（截止四期规划，不含市域铁路S线等）

| 预计开通运营 年份                     | 线路                                  | 区段                                  | 起讫站                                | 起讫站                                | 长度 （公里） | 车站 数量 | 最高时速 | 车辆编组           | 备注                                  |
| ------------------------------------- | ------------------------------------- | ------------------------------------- | ------------------------------------- | ------------------------------------- | ------------- | --------- | -------- | ------------------ | ------------------------------------- |
| 2025年                                | 10号线                                | 三期首通段                            | 太平园                                | 武侯祠                                |               | 3         | 100km/h  | 6节编组A型车       |                                       |
| 2025年                                | 13号线                                | 一期                                  | 瓦窑滩                                | 龙安                                  | 29.07         | 21        | 100km/h  | 8节编组市域A型车   | GoA4级全自动无人驾驶                  |
| 2025年                                | 17号线                                | 二期                                  | 机投桥                                | 高洪                                  | 24.8          | 18        | 140km/h  | 8节编组市域A型车   |                                       |
| 2025年                                | 30号线                                | 一期                                  | 双流机场2航站楼东                     | 龍泉驛火車站南                        | 27.89         | 24        | 80km/h   | 6节编组B型车       | GoA4级全自动无人驾驶                  |
| 2026年                                | 2号线                                 | 不適用                                | 成都行政學院                          | 大面舖                                | 3.2           | 1         | 60km/h   | 6节编组B型车       | 改造既有区间，增设龍泉驛火車站        |
| 2026年                                | S5线                                  | 不適用                                | 红莲                                  | 眉山东站                              | 59.315        | 13        | 160km/h  | 4节编组市域A型车   |                                       |
| 2027年                                | 10号线                                | 三期後通段與四期首通段                | 武侯祠                                | 骡马市                                |               | 3         | 100km/h  | 6节编组A型车       | 人民公园（不含）~骡马市区间为补充内容 |
| 2027年                                | 18号线                                | 三期北段                              | 火车北站                              | 火车南站                              | 16.71         | 8         | 160km/h  | 4/8节编组市域A型车 | 与19号线贯通运营                      |
| 2027年                                | 18号线                                | 三期南段                              | 天府机场1号2号航站楼                  | 官堰                                  | 16.71         | 8         | 160km/h  | 4/8节编组市域A型车 | 与19号线贯通运营                      |
| 2027年                                | S11线                                 | 不適用                                | 韦家碾                                | 德阳北站                              | 70.87         | 16        | 160km/h  | 4节编组市域A型车   |                                       |
| 小计                                  | 小计                                  | 小计                                  | 小计                                  | 小计                                  | 234.795       | 107       |          |                    |                                       |
| 与已建成线网（631.01公里，386站）合计 | 与已建成线网（631.01公里，386站）合计 | 与已建成线网（631.01公里，386站）合计 | 与已建成线网（631.01公里，386站）合计 | 与已建成线网（631.01公里，386站）合计 | 864.525       | 492       |          |                    |                                       |

2号线东段改建工程，改建既有成都行政學院至大面舖区间线路，增设1座车站，即龍泉驛火車站。
10号线三期工程作为一期工程的北延线，自太平园站沿佳灵路、高升桥路、武侯祠大街、通祠路和文翁路延伸至人民公园站，线路全长5.670公里，全为地下线，共设5座车站，不新增车辆基地及主变电所。另有10号线三期调整段，从人民公园站延伸0.77km至骡马市站，故最终实际建设范围为太平园站至骡马市站。
13号线一期工程为东西向加密线，由瓦窑滩向东延伸至龙安，线路全长29.07公里，全为地下线，共设21座车站，设龙泉车辆段，主控制中心设于新苗控制中心（二期），备用控制中心设于龙泉车辆段，设培风、龙泉二个主变电所。列车采用8A编组，无人驾驶，最高运行速度100km/h。
17号线二期工程作为一期工程的东延线，自机投桥向东深入主城区，止于东北部高洪。线路全长24.8公里，全为地下线，共设18座车站，设五桐庙车辆段一座，设新苗控制中心，设清水河、麻柳共2个主变电所。列车采用8A编组，最高运行速度140km/h。
18号线三期工程作为一期工程的北延线，共分两段线路：其中北段自火车南站沿天府大道贯穿成都主城区，止于火车北站，作为疏解1号线的快线，线路走向与后者重合；东段自天府机场北延伸一站至官堰（预留）并设临江停车场。线路全长16.713公里，全为地下线，共设8座车站（7座地下站，1座高架站）。控制中心设于新苗控制中心，设升仙湖、临江两个主变电所。
30号线一期工程作为南部填充线，西起双流机场，东止龙泉驿火车站南，呈西南向东北沿大件路、石桥路、府城大道、桦彩路、三环路南段、陵川路、洪景南路、东部新城规划道路敷设。一期工程线路长约27.74km，均为地下线，共设置车站24座，其中换乘站14座，平均站间距1.17km；车辆基地为高碑坝车辆段；设高碑坝主变电所和洪家桥主变电所2座；控制中心共享线网新苗控制中心。列车采用6B编组，无人驾驶，最高运行速度80km/h。
S5线，又称眉山线，北起成都市天府新区19号线红莲，南至眉山市东坡区眉山东站，全长约59公里，共设置车站13座（8座高架站，5座地下站），车辆基地为高崩村车辆段和眉山北停车场。列车采用市域4A编组，最高时速160km/h。
S11线，又称德阳线，南起成都市金牛区1、27号线韦家碾，北止德阳市旌阳区德阳站，全长约70公里，设置车站16座（6座高架站，10座地下站），车辆基地为德阳北车辆段和凤凰山停车场。列车采用市域4A编组，最高时速160km/h。

### 规划中线路
第五期建设规划
2021年10月，成都市交通运输局公布《成都市“十四五”综合交通运输和物流业发展规划（征求意见稿）》，2025年末，成都地铁第五期建设规划将实现在建里程160公里以上。
2022年7月，成都市人民政府发布《公园城市示范区“十四五”城市建设规划机会清单》，其中提到成都城市轨道交通第五期建设规划项目里程预计160公里，总投资约1200亿元，建设时间为2024年至2029年。
2022年11月、2023年1月，《成都市城市轨道交通第五期建设规划（2024-2029年）》由成都市住房和城乡建设局进行了社会稳定风险公示和环境影响评价第一次公示、环境影响评价第二次公示。《规划》包含10条线路，总长度为199.8km：延长线路为5号线三期工程、9号线二期工程、10号线四期工程、18号线四期工程和27号线二期工程；新建线路为12号线一期工程、16号线一期工程、20号线一期工程、22号线一期工程和23号线一期工程。
2023年3月，中国国际工程咨询公司组织召开成都市轨道交通第五期建设规划初审会。
2023年6月7日，《成都市城市轨道交通第五期建设规划（2024-2029年）》由成都市工程咨询有限公司进行社会稳定风险评估公示，征求公众的意见和建议。《规划》初拟包含12号线一期工程、9号线二期工程、16号线一期工程、23号线一期工程、18号线四期工程、10号线四期工程、22号线一期工程、27号线二期工程、20号线一期工程、5号线三期工程等10个项目、总规模199.83km，设车站139座，新建车辆段停车场各5座、扩建停车场1座，新建车辆架大修库1座（已预留），轨道交通路网指挥中心（TCC）1座，培训中心1座。
2024年12月起，第五期建设规划中的各个项目的可行性研究及勘察设计总承包相继开始招标。
2024年12月31日，成都市政府宣布轨道交通第五期建设规划已经获得批复。
| 第五期建设规划（2024-2029年）环境影响评价阶段方案（非最终批复方案） |                                      |                                      |                                      |                                      |               |           |          |              |                          |
| 预计开通运营 年份                                                   | 线路                                 | 区段                                 | 起讫站                               | 起讫站                               | 长度 （公里） | 车站 数量 | 最高时速 | 车辆编组     | 备注                     |
| 五期規劃路線                                                        | 5号线                                | 三期                                 | 回龍                                 | 永安                                 | 6.5           | 4         | 80km/h   | 8节编组A型车 |                          |
| 五期規劃路線                                                        | 9号线                                | 二期                                 | 黃田壩                               | 金融城東                             | 44.9          | 26        | 80km/h   | 8节编组A型车 |                          |
| 五期規劃路線                                                        | 10号线                               | 四期                                 | 騾馬市                               | 白蓮池                               | 9.3           | 7         | 100km/h  | 6节编组A型车 | 招標中                   |
| 五期規劃路線                                                        | 12号线                               | 一期                                 | 普安                                 | 雙土地                               | 38.8          | 32        | 80km/h   | 6节编组B型车 | 普安至舜和家園區間招標中 |
| 五期規劃路線                                                        | 16号线                               | 一期                                 | 華西壩                               | 沙壩兒                               | 37.5          | 22        | 100km/h  | 8节编组A型车 |                          |
| 五期規劃路線                                                        | 18号线                               | 四期北段                             | 火車北站                             | 鳳台三路                             | 3.8           | 2         | 160km/h  | 8节编组A型车 | 招標中                   |
| 五期規劃路線                                                        | 18号线                               | 四期南段                             | 官堰                                 | 簡陽南站                             | 3.3           | 1         | 160km/h  | 8节编组A型车 | 招標中                   |
| 五期規劃路線                                                        | 20号线                               | 一期                                 | 應龍                                 | 白鶴林                               | 18.3          | 13        | 80km/h   | 6节编组B型车 |                          |
| 五期規劃路線                                                        | 22号线                               | 一期                                 | 應龍                                 | 臨江村                               | 9.7           | 10        | 80km/h   | 6节编组B型车 |                          |
| 五期規劃路線                                                        | 23号线                               | 一期                                 | 天府一街                             | 熊貓樂園                             | 24.8          | 18        | 100km/h  | 8节编组A型车 |                          |
| 五期規劃路線                                                        | 27号线                               | 二期                                 | 蜀鑫路                               | 黃田壩                               | 2.0           | 3         | 80km/h   | 6节编组B型车 | 招標中                   |
| 小计                                                                | 小计                                 | 小计                                 | 小计                                 | 小计                                 | 199.83        | 139       |          |              |                          |
| 与四期线网（864.525公里，491站）合计                                | 与四期线网（864.525公里，491站）合计 | 与四期线网（864.525公里，491站）合计 | 与四期线网（864.525公里，491站）合计 | 与四期线网（864.525公里，491站）合计 | 1064.355      | 630       |          |              |                          |

其他未开工线路
| 线路  | 区段              | 起讫站 | 起讫站               | 长度 （公里） | 车站 数量 | 最高时速 | 车辆编组         | 备注 |
| ----- | ----------------- | ------ | -------------------- | ------------- | --------- | -------- | ---------------- | ---- |
| S13线 | 不適用            | 龍安   | 天府机场3号4号航站楼 | 51            | 12        | 160km/h  | 4节编组市域A型车 | 待建 |
| S3线  | 支線（或屬S13線） | 蘆葭   | 天府机场3号4号航站楼 | 4.7           | 1         | 160km/h  | 4节编组市域A型车 | 待建 |

目前成都市域铁路S13线所属《成渝地区双城经济圈多层次轨道交通规划》已获批复，该线路预计近期将开工建设。
远期规划
根据国家发展改革委在2020年12月公布的《成都市城市轨道交通第四期建设规划（2019—2024年）》，成都市远期规划线网由31条线路组成，总长1557km。
根据成都市规划和自然资源局在2020年12月发布的《成都市城市轨道交通线网规划优化方案公示》，经优化，成都远期规划轨道线网由55条线路组成，包括城市轨道36条（1-33号线，其中24、25、31為空缺编号，以及D1-D6线）、市域铁路19条（S1-S19），总长约2382km。
根据成都市规划和自然资源局在2021年7月发布的《成都市城市轨道交通线网规划》（2021版）公布图，成都市远期规划线网（2035年）由36条线路组成，包括21条普线、8条快线、7条市域铁路，总长约1666km。
2023年11月21日，《成都市低运量轨道交通线网规划（2022-2035年）》获批。规划低运量轨道交通路线共12条，总里程336公里。远期规划期限至2035年，远期线路为L1、L2、L3、L4线南段、L5、L6、L7、L8、L9、L11、L12线，里程约280公里。
远景规划
根据成都市规划和自然资源局在2021年7月发布的《成都市城市轨道交通线网规划》（2021版）公布图，成都市远景规划线网（2050年）由55条线路组成，包含27条普线、9条快线、19条市域铁路，总长约2382公里。其中1~8号线、11、12、15、20~22、26~30、32、33、D1~D6号线为普线；9、10、13、14、16~19、23号线为快线；S1~S19线为市域铁路。

根据《成都市低运量轨道交通线网规划（2022-2035年）》，远景规划期限至2050年，远景线路为L4线北段、L10线，里程约56公里。